# Armoriale delle famiglie italiane (Bes-Blu)
Questo è l'armoriale delle famiglie italiane il cui cognome inizia con le lettere che vanno da Bes a Blu.

## Armi

### Bes
| Stemma | Casato e blasonatura |
| ------ | --- |
|        | Besana (Milano) castello (2 torri) merlato alla ghibellina di rosso affiancato da 2 gambe sinistre di nero di profilo su argento (citato in LEOM) |
|        | Besani o Ricci Fornari (Modena, Ferrara) (la blasonatura non è stata ancora caricata) (citato in UNFE) Immagine nella Biblioteca Estense Universitaria (id. 693). |
|        | Besani o Ricci Fornari (la blasonatura non è stata ancora caricata) (citato in UNFE) Immagine nella Biblioteca Estense Universitaria (id. 3746). |
|        | Besani o Ricci Fornari (Modena) (la blasonatura non è stata ancora caricata) (citato in UNFE) Immagine nella Biblioteca Estense Universitaria (id. 1597). |
|        | Besenval (Alsazia) Titolo: conti del S.R.I. D'azzurro, alla banda d'argento alias Inquartato, al 1° di Besenval, al 2° d'oro, al ferro di cavallo, di nero (Brunstatt), al 3° d'oro, al cerbiatto di rosso (Riedisheim), al 4° d'azzurro, alla sirena d'argento (Didenheim) Motto: Litteris et armis (citato in (17)) |
|        | Besini (Milano) interzato in fascia: nel 1º d'oro all'aquila di nero; nel 2º di rosso alla biscia di verde ondeggiante in palo, cucita; nel 3º bandato d'azzurro e d'argento (citato in SPRE – Vol. II pag. 61) |
|        | Besini (Scandiano) Biscia (citato in DAlena) |
|        | Besini (Modena, Ferrara) (la blasonatura non è stata ancora caricata) (citato in UNFE) Immagine nella Biblioteca Estense Universitaria (id. 615). |
|        | Besini (la blasonatura non è stata ancora caricata) (citato in UNFE) Immagine nella Biblioteca Estense Universitaria (id. 3672). |
|        | Besini (Modena) (la blasonatura non è stata ancora caricata) (citato in UNFE) Immagine nella Biblioteca Estense Universitaria (id. 1442). |
|        | Besini (Modena) (la blasonatura non è stata ancora caricata) (citato in UNFE) Immagine nella Biblioteca Estense Universitaria (id. 23). |
|        | Besini o Cora (Modena, Ferrara) (la blasonatura non è stata ancora caricata) (citato in UNFE) Immagine nella Biblioteca Estense Universitaria (id. 616). |
|        | Besini o Corali (la blasonatura non è stata ancora caricata) (citato in UNFE) Immagine nella Biblioteca Estense Universitaria (id. 3673). |
|        | Besora (Sardegna) (d'argento, a due pali di nero) (citato in Besora, su athenanoctua.com. URL consultato il 10 dicembre 2020 (archiviato dall'url originale il 28 giugno 2013).) |
|        | Besozzi (Milano, Mombello, Torino, Napoli, Laveno) di rosso, all'aquila coronata d'oro (citato in SPRE – Vol. II pag. 62, pag. 63 e pag. 64) aquila coronata di oro su rosso (citato in LEOM) Cimiero: l'aquila del campo                                                                                             |
|        | Besozzi Valentini (Milano) di rosso, all'aquila coronata d'oro Motto: Fides ante omnia (citato in SPRE – Vol. II pag. 64) |
|        | Besozzi Visconti (Milano) di rosso, all'aquila coronata d'oro Cimiero: l'aquila del campo, nascente (citato in SPRE – Vol. II pag. 64) |
|        | Bessi (Firenze) D'azzurro, alla colomba posata d'argento, accompagnata da due stelle a otto punte d'oro, una in capo e una in punta (citato in (15)) |
|        | Bessoli (Salò) a una pianta sormontata da tre stelle a otto punte (citato in Piovanelli) |
|        | Bessone o Bezzone (Vigone) Titolo: consignori di Villanova Solaro D'azzurro, troncato da un filetto d'oro, in capo, alla mezzaluna d'argento, crescente, accompagnata da tre stelle d'oro, in punta a tre bande d'oro (citato in (17))                                                                                |
|        | Besta (Teglio (Sondrio), Milano) di rosso, troncato da un filetto d'argento; di sopra: al leone illeopardito d'argento, sostenente un cipresso di verde; di sotto: alla fascia d'argento Motto: Ad nullius pavebit occursum (citato in SPRE – Vol. II pag. 64)                                                        |
|        | Besutio (la blasonatura non è stata ancora caricata) (citato in DAlena) |

### Bet
| Stemma | Casato e blasonatura |
| ------ | --- |
|        | Betani (Mestre, Venezia) (la blasonatura non è stata ancora caricata) (citato in UNFE) Immagine nella Biblioteca Estense Universitaria (id. 7192). |
|        | Betti (Firenze) partito: nel 1º d'argento al leone di rosso; nel 2º d'azzurro al gatto illeonito al naturale, fasciato alla vita di rosso, tenente nella branca destra anteriore una falce di argento manicata di legno (citato in SPRE – Vol. II pag. 66) |
|        | Betti (Firenze) d'azzurro alla banda di rosso caricata di un martello al naturale posto in banda e fiancheggiato da 2 stelle di 8 raggi d'oro (citato in SPRE – Vol. II pag. 66) |
|        | Betti (Firenze) trinciato ondato di oro e di verde (citato in LEOM) |
|        | Betti (Firenze) Trinciato ondato d'oro e di verde, al lambello a tre pendenti di rosso (citato in (15)) alias Trinciato ondato d'oro e di verde, al lambello a cinque pendenti di rosso (citato in (15)) alias Trinciato ondato di verde e d'oro, al lambello a tre pendenti di rosso (citato in (15)) alias Trinciato ondato di verde e d'oro, al lambello a cinque pendenti di rosso (citato in (15)) (DE) Grün-gold erniedrigt schräggeteilt im Wellenschnitt, in der Schildhauptstelle 1 fünflätziger roter Turnierkragen (citato in (23)) |
|        | Betti (Firenze) D'argento al leone di rosso (citato in (15)) (DE) In Silber 1 roter Löwe (citato in (23)) |
|        | Betti (Firenze) D'argento, al leone d'oro e alla banda diminuita attraversante d'azzurro (citato in (15)) |
|        | Betti (Firenze, Fiesole) Partito: nel 1º d'argento, al leone di rosso; nel 2º d'azzurro, alla pantera rampante al naturale cinta di rosso, tenente nella branca anteriore destra una falce d'argento (citato in (15)) |
|        | Betti (Livorno) D'azzurro, alla banda di rosso, caricata di un martello al naturale posto nel senso della pezza in mezzo a due stelle a otto punte d'oro (citato in (15)) |
|        | Betti (Pescia) Di..., a due scaglioni (o una gemella in scaglione) di..., sormontati da un'aquila dal volo abbassato di... (citato in (15)) |
|        | Betti (Pisa) D'azzurro, alla banda ondata d'oro alias D'azzurro, al filetto increspato in banda d'oro (citato in (15)) |
|        | Betti (Toscana) (DE) In schwarz-gold geteiltem Feld 1 Löwe in verwechselten Tinkturen (citato in (23)) |
|        | Betti (Toscana) (DE) Blau-gold erniedrigt schräggeteilt im Wellenschnitt, in der Schildhauptstelle 1 fünflätziger roter Turnierkragen (citato in (23)) |
|        | Betti o Betti del Leon Nero (Toscana) (DE) In Blau 1 silberner Löwe (citato in (23)) |
|        | Betti (Modena, Ferrara) (la blasonatura non è stata ancora caricata) (citato in UNFE) Immagine nella Biblioteca Estense Universitaria (id. 651 e id. 1359). |
|        | Betti (la blasonatura non è stata ancora caricata) (citato in UNFE) Immagine nella Biblioteca Estense Universitaria (id. 3686). |
|        | Betti Bernardio Betti Bernardi del Leon Rosso (Firenze) D'azzurro, al cane rampante troncato di rosso e d'argento, collarinato d'argento (citato in (15)) alias D'azzurro, al cane rampante troncato di rosso e d'argento, collarinato di rosso (citato in (15)) alias (DE) In Blau 1 golden behalsbandeter rot-silbern geteilter Hund (citato in (23)) alias D'azzurro, al cane rampante troncato d'argento e di rosso, collarinato d'argento (citato in (15)) alias D'azzurro, al cane rampante troncato d'argento e di rosso, collarinato di rosso (citato in (15)) |
|        | Betti di Gorbignano (Toscana) (DE) In schwarz-gold geteiltem Feld 1 Löwe in verwechselten Tinkturen, überdeckt von 1 roten Balken (citato in (23)) |
|        | Betti Ingegneri (Firenze) Di nero, alla fascia di rosso e al leone attraversante d'oro alias Di nero, al leone d'oro e alla fascia attraversante di rosso (citato in (15)) |
|        | Bettini (Firenze, Fiesole) troncato: nel 1º d'azzurro al palo d'oro doppio merlato scorciato in capo ed accompagnato da stelle d'otto raggi di oro male ordinate; nel 2º partito: a destra d'oro al braccio sinistro armato muovente dal fianco destro dello scudo e tenente un giglio di rosso sbocciato; a sinistra di rosso al leone d'argento (citato in SPRE – Vol. II pag. 66) Troncato: nel 1º d'azzurro, al palo doppiomerlato e scorciato in capo d'oro, accompagnato da tre stelle a otto punte dello stesso, 1.2; nel 2º partito: a/ d'oro, al sinistrocherio armato al naturale, tenente con la mano di carnagione un giglio bottonato di rosso, b/ di rosso, al leone d'argento (citato in (15)) |
|        | Bettini (Firenze) Di rosso, a due scuri d'armi decussate d'argento (citato in (15)) |
|        | Bettini (Firenze) D'azzurro, al palo doppiomerlato, ritirato sotto il capo e appuntito d'oro, sormontato da tre stelle a sei punte dello stesso, 1.2 (citato in (15)) |
|        | Bettini (Firenze) Partito d'oro e d'azzurro, a due stelle a otto punte dell'uno nell'altro, e al palo doppiomerlato di rosso passato sulla partizione (citato in (15)) |
|        | Bettini (Firenze) Fasciato d'argento e di rosso, all'orso levato al naturale attraversante (citato in (15)) |
|        | Bettini (Prato) Di..., al castello turrito di tre pezzi di..., accompagnato in punta da una lettera B maiuscola di nero (citato in (15)) |
|        | Bettini (Siena) D'oro, allo scaglione d'azzurro accompagnato da tre galli al naturale, due affrontati e sostenuti dallo scaglione, uno fermo in punta (citato in (15)) |
|        | Bettini (Toscana) (DE) In Blau 1 roter Gegenzinnenpfahl, beidseitig begleitet von je 1 achtstrahligen goldenen Stern (citato in (23)) |
|        | Bettini (Cesena) (la blasonatura non è stata ancora caricata) (citato in BLCW) Immagine in Blasone Cesenate. |
|        | Bettini (Modena, Ferrara) (la blasonatura non è stata ancora caricata) (citato in UNFE) Immagine nella Biblioteca Estense Universitaria (id. 609 e id. 3666 e id. 1550). |
|        | Bettini Prosperi (Recanati, Genova) corazza al naturale accompagnata da stella (8 raggi) di argento e rosa di argento fogliata di verde su rosso - testa di Fortuna al naturale attorcigliata di argento su scaglione di oro su azzurro - 2 stelle (6 raggi) di oro su argento in capo (citato in LEOM) |
|        | Bettis (Asolo) D'azzurro alla pianta di betulla d'oro (citato in DAlena) |
|        | Bettoja (Roma) Troncato, al 1° d'oro, all'aquila bicipite di nero, linguata ed unghiata di rosso, al 2° d'argento, alla botte al naturale, accompagnata in capo da due stelle (6), di rosso Motto: In tempestate securitas (citato in (17)) |
|        | Bettolo (Roma) d'azzurro alla sbarra di rosso, orlata d'oro, accostata in capo da 2 stelle (6) ordinate in sbarra; in punta dall'ancora moderna, posta in palo, il tutto d'oro Motto: Estote parati (citato in SPRE – Vol. II pag. 66) |
|        | Bettoni (Venezia) Titoli: Conte, Nobile Inquartato d'argento e di rosso, a quattro rose dell'uno all'altro (citato in (23), vol. primo, pag. 128) |
|        | Bettone o Bottone (Sicilia) inquartato d'argento e di rosso, a quattro rose dell'uno all'altro (citato in Mango ) |
|        | Bettoni (Pisa) Troncato ondato di nero e d'oro, alla palla del secondo nel primo alias Troncato ondato di nero e d'oro, al bisante del secondo nel primo (citato in (15)) |
|        | Bettoni Cazzago (Brescia, Bogliaco, Cazzago) Titoli: Conte, Nobile, Signore di Scenna inquartato: nel 1º e 4º troncato d'oro e di nero al grifone attraversante dall'uno all'altro e dell'uno nell'altro linguato di rosso colla coda passante tra le gambe ed impugnante una spada d'argento; i due grifoni rivolti in maestà alla tedesca; al secondo e quarto d'azzurro alla sbarra d'oro accostata da due stelle di otto raggi del medesimo; il tutto caricato in cuore a uno scudetto di rosso alla colomba d'argento ferma sulla vetta di mezzo e più alta di un colle di tre punte di verde e tenente un ramoscello d'olivo di verde nel becco Arma d'uso: lo scudetto che carica in cuore l'inquartato dell'arma (citato in SPRE – Vol. II pag. 67) (la blasonatura non è stata ancora caricata) (Immagine nella Raccolta stemmi Topoguz.) Ornamenti: è data facoltà ai componenti maschi della famiglia di sormontare lo stemma con tre cimieri alla tedesca moventi da tre elmi coronati alla marchionale, quello di mezzo di fronte; i laterali affrontati. Il cimiero di destra è un grifone troncato d'oro e di nero impugnante una spada d'argento e nascente; quello di mezzo la colomba dello scudo fra le ali di un volo di rosso, quello di sinistra di due proboscidi composte di oro e di azzurro sormontate da una stella di otto raggi d'oro. Il detto stemma sarà sormontato da elmo e da corona comitale ornato di burletto e di svolazzi a destra di nero e di oro, a sinistra d'azzurro e di oro in quanto al titolare e ai suoi discendenti maschi, e sormontato dalla sola corona di nobile, omessi gli ornamenti, quanto alle femmine, le quali porranno l'arma entro due rami di palma al naturale decussati sotto le punte dello scudo |
|        | Bettoni Stefani (Toscana) (DE) In Blau 3 goldene Schrägbalken, begleitet im linken Obereck von 1, zwischen dem 1 und 2 Schrägbalken von 2, und zwischen dem 2 und 3 Schrägbalken von 3 goldenen Rosen (citato in (23)) |

### Bev
| Stemma | Casato e blasonatura |
| ------ | --- |
|        | Bevilacqua (Giaveno (Torino)) Titolo: Nobile di rosso, al mezzo volo d'argento Cimiero: aquila di nero, rostrata di rosso Motto: Ad sublimia recta (citato in SPRE – Vol. II pag. 68) |
|        | Bevilacqua (Livorno) campo di cielo all'airone rivoltato sulla campagna erbosa in atto di aver bevuto da un fiume scorrente al naturale; al capo d'argento caricato di un semivolo al naturale (citato in SPRE – Vol. II pag. 68) |
|        | Bevilacqua (Verona) Titoli: Nobile, Conte di Bevilacqua, Minerbe e terre annesse, Signore di Brentino e Mancalacqua di rosso, al mezzo volo destro abbassato d'argento (citato in MONT – pag. 142) |
|        | Bevilacqua (Ferrara, Verona) (la blasonatura non è stata ancora caricata) (citato in UNFE) Immagine nella Biblioteca Estense Universitaria (id. 3484). |
|        | Bevilacqua (Padova) Titolo: Nobile di rosso al semivolo d'argento abbassato (citato in SPRE – Vol. II pag. 69) |
|        | Bevilacqua (Asolo) Di rosso all'ala d'argento (citato in DAlena) |
|        | Bevilacqua (Livorno) Troncato: nel 1º d'argento, al semivolo abbassato al naturale; nel 2º di cielo, al fenicottero rivolto posato sul terreno con piante e cespugli, e sfondo di mare e al di là una lingua di terra con case e paesi, il tutto al naturale (citato in (15))                                                                                             |
|        | Bevilacqua (San Miniato) Di rosso, al semivolo abbassato d'argento (citato in (15)) |
|        | Bevilacqua (Mantova) Titolo: marchesi di Fontanile (1606); conti di Castelvairo (?); baroni di Berzano d'Asti Di rosso, al mezzo volo sinistro, abbassato, d'argento alias Di rosso, al mezzo volo abbassato, d'argento alias Inquartato di Bevilacqua e di Mattei, sul tutto di Gonzaga (citato in (17))                                                                 |
|        | Bevilacqua (Giaveno) Titolo: consignori di Giaveno Di rosso, al mezzo volo d'argento alias D'azzurro, al mezzo volo sinistro, abbassato, d'argento (citato in (17)) |
|        | Bevilacqua (Messina) di rosso, a mezzo volo abbassato d'argento (citato in Mango) |
|        | Bevilacqua (Milano) (la blasonatura non è stata ancora caricata) (Immagine nella Raccolta stemmi Trippini (JPG).) |
|        | Bevilacqua (Cesena) (la blasonatura non è stata ancora caricata) (citato in BLCW) Immagine in Blasone Cesenate. |
|        | Bevilacqua Ariosti (Bologna) di rosso, al mezzo volo destro abbassato, d'argento Cimiero: una testa e collo di elefante al naturale, caricato sul dorso d'un mezzo volo d'argento Sostegni: due cani di rosso affrontati e controrampanti, alati d'argento, collarinati d'oro Motto: Fortiter et fideliter (citato in SPRE – Vol. II pag. 69)                             |
|        | Bevilacqua Ariosti (Bologna) ala destra di argento su rosso - palato di argento e di azzurro - capo d'Impero (citato in LEOM) |
|        | Bevilacqua Lazise (Verona, Roma) Titoli: Nobile, Conte di Nogarole troncato: al 1º d'oro partito da un filetto di rosso, a destra alla banda di fusi, accompagnata in c apo da una stella (6) il tutto di rosso, sinistra alla testa di aquila di nero, uscente dalla partizione, coronata di rosso; al 2º fusato d'argento e di rosso (citato in SPRE – Vol. II pag. 69) |
|        | Bevilaqui (la blasonatura non è stata ancora caricata) (citato in UNFE) Immagine nella Biblioteca Estense Universitaria (id. 364). |

### Bez
| Stemma | Casato e blasonatura |
| ------ | --- |
|        | Bezzerra o Becerra (Valenza) D'oro, a due buoi di rosso, passanti, uno sull'altro (citato in (17)) |
|        | Bezzi (Forlì) Titolo: Patrizi di Forlì d'azzurro, al becco di argento, colla banda di rosso, attraversante (citato in GUCA – pag. 114 e in DAlena) |
|        | Bezzi (Ravenna) (d'azzurro al becco (montone) d'argento con la banda (sic !) di rosso attraversante) (citato in UNFE) Immagine nella Biblioteca Estense Universitaria (id. 4968), su bibliotecaestense.beniculturali.it. URL consultato il 10 dicembre 2020 (archiviato dall'url originale il 20 aprile 2014).                                                                   |
|        | Bezzi di azzurro al becco d'argento, diritto, con la fascia di rosso caricata di tre stelle di sei raggi d'oro, attraversante (citato in SPRE – Vol. II pag. 71) |
|        | Bezzi (Tolentino) di azzurro al monte d'oro a tre colli all'italiana, con un rosaio fiorito di un pezzo di rosso, nudrito e rivoltato sulla vetta del monte accompagnato in capo da un crescente d'oro, accostata da due stelle d'oro di sei raggi (citato in SPRE – Vol. II pag. 70)                                                                                            |
|        | Bezzi (Cesena) (la blasonatura non è stata ancora caricata) (citato in BLCW) Immagine in Blasone Cesenate. |
|        | Bezzi Castellini (Forlì) 3 stelle (6 raggi) di oro su fascia di rosso su becco rampante di argento su azzurro - torre affiancata da 2 muri e da 2 mezze torri di argento su rosso - aquila coronata di nero su oro in capo (citato in LEOM) |
|        | Bezzi di Ravenna (Cesena) (la blasonatura non è stata ancora caricata) (citato in BLCW) Immagine in Blasone Cesenate. |
|        | Bezzi Scali (Roma) partito: nel 1º di azzurro al becco d'argento, diritto, con la fascia di rosso caricata di tre stelle di sei raggi d'oro, attraversante (Bezzi); nel 2º d'azzurro alla scala di tre piuoli d'oro, col capo d'Angiò (Scali) (citato in SPRE – Vol. II pag. 71)                                                                                                 |
|        | Bezzini (Firenze) Di..., all'aquila bicipite dal volo abbassato di... (citato in (15)) |
|        | Bezzoni (Firenze) D'oro, alla branca di leone d'azzurro (citato in (15)) (DE) In Gold 1 schräggelegte abgerissene blaue Löwenpranke (citato in (23)) alias D'oro, alla branca di grifone posta in banda d'azzurro, seminata di bisanti del campo (citato in (15)) alias D'oro, alla branca di grifone posta in banda d'azzurro, seminata di crescenti del campo (citato in (15)) |

### Bia
| Stemma | Casato e blasonatura |
| ------ | --- |
|        | Biacchi (Fivizzano) (la blasonatura non è stata ancora caricata) (citato in DAlena) |
|        | Biadaioli (Siena) D'azzurro, alla fascia d'oro, accompagnata in capo da un delfino natante d'argento, e in punta da una stella a otto punte dello stesso alias D'azzurro, alla fascia d'oro, accompagnata in capo da un delfino natante d'oro, e in punta da una stella a otto punte dello stesso (citato in (15)) |
|        | Biadi (Modigliana) d'azzurro alla banda di rosso accompagnata in capo da tre gigli d'oro, posti tra i quattro pendenti di un lambello di rosso, ed in punta da sei spighe d'oro moventi da un monte di tre cime dello stesso (citato in SPRE – Vol. II pag. 71) |
|        | Biadi (Firenze, Modigliana) D'azzurro, alla banda di rosso, e al monte di tre cime attraversante d'oro, movente dalla campagna di verde e cimato da sei spighe d'oro ricadenti tre per parte; il tutto abbassato sotto il capo cucito d'Angiò (citato in (15)) alias D'azzurro, alla banda di rosso, accompagnata in punta da un monte a tre cime d'oro cimato da sei spighe dello stesso, ricadenti tre per parte; il tutto abbassato sotto il capo cucito d'Angiò (citato in (15)) (DE) In Blau 1 goldener Dreiberg, oben besetzt mit 2 goldenen Ähren, überhöht von 1 vierlätzigen roten Turnierkragen mit je 1 goldenen Lilie zwischen den Lätzen und 1 erniedrigten roten Schrägbalken überdeckend (citato in (23)) |
|        | Biagi (Pistoia) D'argento, all'albero (talvolta di pino) al naturale fruttifero di rosso, nodrito su un monte di sei cime di verde (citato in (15)) (DE) In Silber 1 schwebender grüner Sechsberg, oben besetzt mit 1 naturfarbenen Baum mit roten Früchten (citato in (23)) |
|        | Biagi (Toscana) (DE) In Blau 3 2:1 gestellte deichselförmige goldene Figuren, 1 erniedrigten goldenen Schrägbalken überdeckend (citato in (23)) |
|        | Biagini (Firenze) Di rosso, all'uccello d'argento posato su un monte di tre cime d'oro, e sormontato dalla banda alzata d'azzurro (citato in (15)) |
|        | Biagini (Pistoia) Troncato d'azzurro e di rosso, alla colonna attraversante d'argento, cimata da una stella a otto punte d'oro; il tutto abbassato sotto il capo di rosso caricato di due chiavi decussate d'argento legate di verde (citato in (15)) |
|        | Biagio di Brunellotto (Siena) Di rosso, a due sciabole alte decussate d'argento, accompagnate ai lati da due stelle a sei punte dello stesso (citato in (15)) |
|        | Biagioli (Perugia) (la blasonatura non è stata ancora caricata) (citato in UNFE) Immagine nella Biblioteca Estense Universitaria (id. 7259). |
|        | Biagioni (Livorno) Troncato: nel 1º d'oro, a tre pesci d'argento nuotanti l'uno sull'altro, quello di mezzo rivolto; nel 2º di rosso, allo scudo al naturale posto per piatto sostenente un elmo e una spada dello stesso (citato in (15)) |
|        | Biallo (Sicilia/Napoli/Bari) Baroni d'Avola e Calatuvo, Conti di Serrano, Marchesi D'azzurro alla banda d'oro caricata di tre bisanti di nero Motto: Impavidum et indomitum Immagine nel Libro d'oro delle Famiglie Nobili e Notabili, IV Edizione p. 350 e V Edizione p. 297 |
|        | Biancalana (Lucca) Troncato di rosso e d'argento, all'aquila dal volo levato attraversante, troncata d'argento e di nero, coronata d'oro alias Troncato di rosso e d'oro, all'aquila dal volo levato attraversante, troncata d'argento e di nero, coronata d'oro (citato in (15)) |
|        | Biancalana (Lucca) aquila troncata di argento e di nero coronata di oro su troncato di rosso e di azzurro (citato in LEOM) alias aquila coronata di oro su troncato di azzurro e di rosso (citato in LEOM) |
|        | Biancha (Treviso, Venezia) (la blasonatura non è stata ancora caricata) (citato in UNFE) Immagine nella Biblioteca Estense Universitaria (id. 7132), su bibliotecaestense.beniculturali.it. URL consultato il 10 dicembre 2020 (archiviato dall'url originale il 4 marzo 2016). |
|        | Biancha (Treviso, Venezia) (la blasonatura non è stata ancora caricata) (citato in UNFE) Immagine nella Biblioteca Estense Universitaria (id. 5737), su bibliotecaestense.beniculturali.it. URL consultato il 10 dicembre 2020 (archiviato dall'url originale il 4 marzo 2016). |
|        | Bianchelli (Toscana) Bandato di sei pezzi d'argento e d'azzurro (citato in (15)) |
|        | Bianchelli (Cesena) (la blasonatura non è stata ancora caricata) (citato in BLCW) Immagine in Blasone Cesenate. |
|        | Bianchetti (Bologna) bandato d'argento e d'azzurro (citato in DOLF – pag. 139) bandato di argento e azzurro (citato in LEOM) |
|        | Bianchetti (Bologna) inquartato: nel 1º e 4º bandato d'argento e d'azzurro; nel 2º e 3º d'argento, alla croce di rosso (Immagine nella Raccolta stemmi Trippini (JPG).) |
|        | Bianchetti (Livorno) Partito: nel 1º di rosso, a due sciabole alte decussate d'argento; nel 2º troncato: a/ sbarrato di otto pezzi d'argento e di verde; b/ d'oro, a tre pesci nuotanti l'uno sull'altro d'argento, quello di mezzo rivolto (citato in (15)) |
|        | Bianchetti (Chivasso) Titolo: consignori di Castagneto Po, S. Sebastiano D'azzurro alla colomba d'argento, tenente nel becco un ramoscello d'olivo di verde, ferma sopra un libro di rosso Motto: Sola virtus (citato in (17)) |
|        | Bianchi d'azzurro, alla banda d'oro, accompagnata da due ruote d'argento (citato in MONT – pag. 106) |
|        | Bianchi (Milano) bandato d'oro e d'azzurro, alla fascia d'argento (citato in SPRE – Vol. II pag. 71) |
|        | Bianchi (Bologna) bandato d'oro e d'azzurro, alla fascia d'argento attraversante (citato in DOLF – pag. 148) |
|        | Bianchi (Modena) d'azzurro, alla fascia d'oro, accompagnata da 2 bisanti dello stesso (citato in SPRE – Vol. II pag. 72) |
|        | Bianchi (Caronno Ghiringhello (Como)) d'argento al castello di rosso, cimato da una vela d'oro; col capo cucito d'oro carico di un'aquila di nero (citato in SPRE – Vol. II pag. 72) |
|        | Bianchi (Milano) d'azzurro, al braccio vestito di rosso col polsino d'oro, tenente, colla mano di carnagione, una rosa bianca gambuta e fogliata, al naturale (citato in SPRE – Vol. II pag. 72) |
|        | Bianchi (Savigliano) Titolo: Conte di Castagneto, Ussolo d'azzurro al leone, d'oro, colla banda attraversante dello stesso (citato in SPRE – Vol. II pag. 73 e in (17)) |
|        | Bianchi di argento al leone di azzurro (citato in SPRE – Vol. II pag. 74) |
|        | Bianchi d'azzurro alla fascia ondata di argento, accompagnata in capo da tre gigli dello stesso; in punta da una rosa di argento (citato in SPRE – Vol. II pag. 76) |
|        | Bianchi (Firenze) D'oro, alla balestra posta in palo di nero (citato in (15)) |
|        | Bianchi (Firenze) D'oro, alla fascia di rosso accompagnata da due crescenti montanti d'azzurro, 1.1 (citato in (15)) |
|        | Bianchi (Pistoia) D'oro, allo scaglione partito di rosso e d'azzurro, accompagnato da tre rose di rosso, 2.1 (citato in (15)) |
|        | Bianchi (Siena) D'azzurro, alla spada alta in palo d'argento, sormontata da tre stelle a sei punte d'oro, 1.2 (citato in (15)) |
|        | Bianchi (Genova) Grifone (citato in DAlena) |
|        | Bianchi (Compiano) (la blasonatura non è stata ancora caricata) (citato in DAlena) |
|        | Bianchi (Roma) (la blasonatura non è stata ancora caricata) (citato in DAlena) |
|        | Bianchi (Saluzzo) D'azzurro, alla fascia, accompagnata in capo da una stella, il tutto d'oro Motto: Potius mori quam foedari (citato in (17)) |
|        | Bianchi (Trani) Titolo: patrizio di Trani e di Donnasibillina d'azzurro, al sole d'oro nel cantone, alla colomba al naturale svolazzante sulle onde del mare dalle quali sorge una antenna di nave affondata (citato in (18)) antenna di nave affondata in mare ondato al naturale sovrastata da colomba in volo dello stesso mirante sole di oro in alto a sinistra su azzurro (citato in LEOM) Motto: Post fata resurgo |
|        | Bianchi o Bianchi del Lion Nero (Toscana) (DE) In Gold 1 schwarzer Dreiberg, besetzt beidseitig und oben mit je 1 silbernen Feder (citato in (23)) |
|        | Bianchi (Parma) fascia di argento su bandato di argento e di azzurro (citato in LEOM) |
|        | Bianchi (Parma) 3 bande di argento su azzurro - giglio di argento su azzurro in capo - trangla di rosso (citato in LEOM) |
|        | Bianchi (Napoli, Torino) fasciato di rosso e di argento (4 pezzi) (citato in LEOM) |
|        | Bianchi (Cesena) (la blasonatura non è stata ancora caricata) (citato in BLCW) Immagine in Blasone Cesenate. |
|        | Bianchi (Modena, Ferrara) (la blasonatura non è stata ancora caricata) (citato in UNFE) Immagine nella Biblioteca Estense Universitaria (id. 660). |
|        | Bianchi (Modena, Ferrara) (la blasonatura non è stata ancora caricata) (citato in UNFE) Immagine nella Biblioteca Estense Universitaria (id. 659). |
|        | Bianchi o Lanzalotti (Modena, Ferrara) (la blasonatura non è stata ancora caricata) (citato in UNFE) Immagine nella Biblioteca Estense Universitaria (id. 661). |
|        | Bianchi o Lanzalotti (Roma) (la blasonatura non è stata ancora caricata) (citato in UNFE) Immagine nella Biblioteca Estense Universitaria (id. 3716). |
|        | Bianchi (Modena, Ferrara) (la blasonatura non è stata ancora caricata) (citato in UNFE) Immagine nella Biblioteca Estense Universitaria (id. 662). |
|        | Bianchi (Istria, Venezia) (la blasonatura non è stata ancora caricata) (citato in UNFE) Immagine nella Biblioteca Estense Universitaria (id. 5738). |
|        | Bianchi (Modena) (la blasonatura non è stata ancora caricata) (citato in UNFE) Immagine nella Biblioteca Estense Universitaria (id. 4271). |
|        | Bianchi (Modena) (la blasonatura non è stata ancora caricata) (citato in UNFE) Immagine nella Biblioteca Estense Universitaria (id. 1581). |
|        | Bianchi (la blasonatura non è stata ancora caricata) (citato in UNFE) Immagine nella Biblioteca Estense Universitaria (id. 3717). |
|        | Bianchi (la blasonatura non è stata ancora caricata) (citato in UNFE) Immagine nella Biblioteca Estense Universitaria (id. 3715). |
|        | Bianchi (Ancona) (la blasonatura non è stata ancora caricata) (citato in UNFE) Immagine nella Biblioteca Estense Universitaria (id. 3714). |
|        | Bianchi (Modena) (la blasonatura non è stata ancora caricata) (citato in UNFE) Immagine nella Biblioteca Estense Universitaria (id. 1582). |
|        | Bianchi (Modena) (la blasonatura non è stata ancora caricata) (citato in UNFE) Immagine nella Biblioteca Estense Universitaria (id. 1580). |
|        | Bianchi (Modena) (la blasonatura non è stata ancora caricata) (citato in UNFE) Immagine nella Biblioteca Estense Universitaria (id. 24). |
|        | Bianchi Buonavita (Firenze) D'azzurro, alla colomba volante d'argento, imbeccata e membrata di rosso, tenente nel becco un ramoscello di verde, e accompagnata in capo da una stella a otto punte d'oro, e in punta da una montagna al naturale movente dalla punta stessa (citato in (15)) |
|        | Bianchi d'Adda (Milano) inquartato: al 1º e 4º di Bianchi che è: di argento al castello di rosso cimato da una vela d'oro; al 2º e 3º D'Adda che è: fasciato di nero e di argento, controinnestato col capo d'oro carico di un'aquila di nero coronata del campo (citato in SPRE – Vol. II pag. 73) |
|        | Bianchi da Staggia (Siena) D'azzurro, a tre crescenti montanti d'oro, 2.1, accompagnati in capo da quattro gigli dello stesso, ordinati fra i cinque pendenti di un lambello di rosso (citato in (15)) |
|        | Bianchi de Dottula (Napoli, Bari) 2 bande di rosso su scudetto di argento su - fascia di oro su azzurro - 3 gigli di oro posti in fascia in alto su azzurro - colomba della pace su 3 monti di verde al naturale uscenti dalla partizione su azzurro - 3 teste di drago di rosso su banda di argento su partito di oro e di azzurro (citato in LEOM) |
|        | Bianchi d'Espinosa (Torino, Napoli) Titolo: Nobile fasciato di rosso e d'argento, di quattro pezzi (citato in SPRE – Vol. II pag. 73 e in (17)) |
|        | Bianchi de Velate (Lombardia) D'argento, al castello di due torri, di rosso, aperto e finestrato del campo, con una bandiera di rosso tra le due torri, con il capo d'oro, cucito, carico di un'aquila di nero (citato in (17)) |
|        | Bianchi di Casalanza (Mogliano Veneto) Titolo: Duchi di Casalanza di rosso al castello fiancheggiato da due torri d'oro, aperto del campo, nascente sulla pianura erbosa e sormontato tra le due torri da una stella di oro col capo del medesimo, all'aquila di nero (citato in SPRE – Vol. II pag. 73 e in TEAR – Vol VII) alias fascia in divisa convessa di argento su troncato di oro e di rosso - aquila di nero coronata di rosso su oro - castello (2 torri) di argento su terrazzo di verde sormontato da stella (6 raggi) di oro su rosso (citato in LEOM) |
|        | Bianchi di Castelbianco (Genova) partito: il 1º spaccato; nel 1º di azzurro, terrazzato di tre monticelli sostenenti ciascuno una torre merlata cimata da una piuma di struzzo, il tutto di argento (S. Marino); nel 2º di argento, a tre bande di azzurro; il 2º di argento, al leone rampante al naturale, coronato d'oro (citato in SPRE – Vol. II pag. 74) |
|        | Bianchi di Castelbianco (Genova) fascia di rosso su - leone rampante troncato di oro e di azzurro coronato di oro su troncato di azzurro e di oro 3 fiori di argento in destra (citato in LEOM) |
|        | Bianchi di Lavagna (Genova, Lavagna) partito: nel 1º di argento al leone di azzurro (Bianchi); nel 2º bandato di azzurro e di argento (Fieschi) Cimiero: un gatto accosciato (citato in SPRE – Vol. II pag. 73) |
|        | Bianchi di Veilate d'argento, al castello di rosso, banderuolato dello stesso, aperto del campo; al capo d'oro, caricato di un'aquila di nero (citato in AMDC) |
|        | Bianchi Michiel (Venezia) Titolo: Conte troncato: al 1º (Bianchi concess.) d'azzurro alla fascia ondata di argento, accompagnata in capo da tre gigli dello stesso; in punta da una rosa di argento; al 2º (Michiel) fasciato d'azzurro e d'argento di sei, le fasce d'azzurro cariche di dodici bisanti d'oro (4, 4, 4) colla spezzatura di un bastone scorciato di rosso posto in banda (citato in SPRE – Vol. II pag. 76 e in (17)) |
|        | Bianchi Michiel (Venezia) fascia ondata di argento su azzurro - 3 gigli di argento rosa dello stesso posti in fascia su azzurro - bastone scorciato di rosso posto in banda su fasciato di azzurro e di argento - 4 palle di oro sulle fasce di azzurro (citato in LEOM) |
|        | Bianchi Mina (Torino) Titolo: nobili D'argento, alla torre di rosso, finestrata e aperta del campo, cimata da una banderuola bifida, d'azzurro, e accompagnata in capo da una stella (6), pure d'azzurro (citato in (17)) torre di rosso merlata alla guelfa (3 pezzi) su argento finestrata e aperta del campo cimata da una banderuola bifida di azzurro - stella (6 raggi) di azzurro il alto su argento (citato in LEOM) |
|        | Bianchini (Bologna) d'azzurro, a due fasce d'argento (citato in GUCA – pag. 249, in MONT - pag. 126 e in DAlena) |
|        | Bianchini (Bologna) d'azzurro, a due fasce d'argento; al capo dell'impero (citato in DOLF – pag. 161) |
|        | Bianchini (Venezia, Padova, Treviso) Titoli: Nobile, Conte di Alberigo troncato: al 1º d'oro all'aquila di nero (con la testa rivoltata ?); al 2º di nero a due fasce d'argento con la campagna d'azzurro Cimiero: l'aquila del campo (citato in SPRE – Vol. II pag. 76) (Immagine nella Raccolta stemmi Trippini (JPG).) |
|        | Bianchini (Sicilia) burellato d'argento a di rosso di 10 pezzi (citato in Mango) |
|        | Bianchis (Fossano) Titolo: Conte di Pomaretto, Costagranda, Talucco troncato: di azzurro, a tre stelle d'oro, male ordinate, e d'argento alla donnola, al naturale, passante Motto: Malo mori quam foedari (citato in SPRE – Vol. II pag. 76 e in (17)) |
|        | Bianci (Modena) (la blasonatura non è stata ancora caricata) (citato in UNFE) Immagine nella Biblioteca Estense Universitaria (id. 1303). |
|        | Bianciardi (Firenze) Di rosso, a quattro catene d'oro uscenti dai quattro angoli dello scudo e riunite nel cuore per un anello dello stesso (citato in (15)) |
|        | Bianciardi (Siena) Titolo: Nobili, Cavalieri dell'Impero Francese e del Regno d'Italia, amministratori di Fiesole, Signori di Anqua Di rosso, alla scala di tre pioli al naturale sormontata da una stella a otto punte d'oro, e racchiudente fra gli scalini due crescenti montanti d'argento (citato in (15), fasc. 671) |
|        | Bianco (Torino) Titolo: Conte di S. Secondo, Barone di Barbania, St. Marcel e di Avise, Signore di Revigliasco e Celle troncato di azzurro e d'oro, al leone dell'uno nell'altro, tenente colla zampa destra un ramoscello di gelsomino, d'argento; colla fascia, pure d'argento, in divisa ed attraversante Cimiero: leone d'oro, nascente, tenente olla zampa destra un ramoscello di gelsomino, d'argento Motto: Puritate et fide (citato in SPRE – Vol. II pag. 77 e in (17)) |
|        | Bianco (Torino) Titolo: Barone d'azzurro, alla croce d'argento, trifogliata, sostenente una colomba al naturale; la croce accompagnata, in punta, da un serpe, al naturale, rivoltato Motto: In simplicitate et prudentia (citato in SPRE – Vol. II pag. 77) |
|        | Bianco (Barge) Titolo: conti di St. Jorioz Di rosso all'aquila d'oro (citato in (17)) |
|        | Bianco (Mondovì) Titolo: consignori di Magliano D'azzurro, alla banda d'oro, carica di tre crocette di rosso Motto: Malo mori quam foedari (citato in (17)) |
|        | Bianco e Bianco Bolleris (Cuneo) Titolo: signore di Demonte Tre rose di rosso, con un cigno d'argento, con un leone leopardato (citato in (17) e in (25)) |
|        | Bianco (Torino) D'argento, al castello di rosso, le due torri di nero, con uno stendardo d'azzurro sostenuto dalla merlatura, con il capo d'oro, carico di un'aquila di nero (citato in (17)) |
|        | Bianco (Dronero) D'azzurro, alla fascia d'oro, rialzata, e una stella, dello stesso, in cuore (citato in (17)) |
|        | Bianco (Roasio) D'azzurro, alla fascia d'oro, carica di tre crocette di rosso, accompagnata in capo da due uccelli d'argento affrontati, in atto di beccare "una cifera dello stesso", in punta da tre bande d'oro (citato in (17)) |
|        | Bianco (Cuceglio, Chivasso) Titolo: baroni D'azzurro, alla croce d'argento, trifogliata, sostenente una colomba al naturale, la croce accompagnata in punta da un serpe, al naturale, rivoltato Motto: In simplicitate et prudentia (citato in (17)) |
|        | Bianco (Sicilia) d'azzurro, a due fasce d'oro, sormontate nel capo da un solo del medesimo (citato in Mango e in (29)) Notizie storiche in Famiglie nobili di Sicilia. |
|        | Bianco (Venezia) stella (8 raggi) di rosso su argento (citato in LEOM) |
|        | Bianco (Lopria, Venezia) (la blasonatura non è stata ancora caricata) (citato in UNFE) Immagine nella Biblioteca Estense Universitaria (id. 7062), su bibliotecaestense.beniculturali.it. URL consultato il 10 dicembre 2020 (archiviato dall'url originale il 4 marzo 2016). |
|        | Bianco (Napoletano) spaccato: nel 1° d'azzurro al sole d'oro di 12 raggi; nel 2° fasciato (4) d'oro e d'azzurro (citato in (20)) |
|        | Biancoli (Bagnacavallo, Lugo, Bologna, Roma) inquartato: nel 1º e 4º fasciato d'argento e di rosso di quattro pezzi, al leone d'oro attraversante, coronato dello stesso; nel 2º e 3º di oro a sei teste di falco biancone strappate, disposte 3, 2 e 1, e al capo d'azzurro caricato di tre stelle d'argento di 8 punte, poste in fascia Cimiero: l'aquila al naturale col volo spiegato, rivoltata (citato in SPRE – Vol. II pag. 77) |
|        | Biancoli (Lucca) Leopardo (citato in DAlena) |
|        | Bianconcini Persiani (Bologna) Titolo. Conte di Reaglie d'azzurro al toro d'argento passante davanti a un albero di pino su un terreno erboso al naturale; col capo d'argento a tre gigli cuciti di oro tra i quattro pendenti d'un lambello dello stesso (citato in SPRE – Vol. II pag. 78) |
|        | Bianconcini Persiani (Bologna) bue di argento passante traversante albero di pino di verde su terrazzo dello stesso su azzurro sormontato da - capo d'Angiò cucito (citato in LEOM) |
|        | Biancone (Bibiana) D'oro, al pellicano d'argento, (cucito), con la sua pietà di rosso, sostenuta da un monte di tre vette, di verde Motto: Filiis intenta non mihi (citato in (17)) |
|        | Biandrà (Torino, Trino) Titolo: conti di Reaglie; consignori di Balocco, Bastia, Buronzo, Candelo, Caresanablot, Casalvolone, Castellengo, Castelletto Cervo, Roasenda, Salussola, Treville d'azzurro, al leone, accompagnato da cinque bisanti, 2, 2, 1, il tutto d'argento; col capo d'oro, carico dell'aquila coronata, di nero (citato in SPRE – Vol. II pag. 79 e in (17)) alias D'oro, al leone di nero, linguato di rosso, accompagnato da quattro bisanti, del secondo, con il capo d'oro (cucito) carico di un'aquila coronata, di nero (citato in (17)) |
|        | Biandrà Trecchi (Trino, Torino, Milano) Titolo: conti di Reaglie Inquartato, al 1° e 4° di rosso, all'aquila d'argento, coronata d'oro, attraversata da tre fasce d'azzurro, al 2° d'oro, all'aquila coronata, di nero, al 3° interzato in fascia, a) d'oro all'aquila di nero, b) d'azzurro, al leone illeopardito d'oro, tenente con la branca destra un albero di verde, c) di rosso, a tre sbarre d'argento; sul tutto di Biandrà alias Di rosso, all'aquila d'argento, coronata d'oro, attraversata da tre fasce d'azzurro alias Di rosso, all'aquila d'azzurro, fasciata di due pezzi in divisa, d'argento (citato in (17))                                                                                        |
|        | Biandrate Titoli: Conte di S. Giorgio e Foglizzo con Ciconio, Cortereggio, Cucceglio, Lusigliè, Corio e Rocca di Corio, Conte di Biandrate di rosso, al cavaliere d'argento, colla spada sguainata Cimiero: l'aquila di nero, nascente da una ghirlanda di rose, alternate rosse e bianche, tenente col rostro un anello d'oro col diamante incastonato ed un ramoscello di rosaio fiorito di rosso e bianco Motto: Non per forza (citato in SPRE – Vol. II pag. 79 e pag. 444 e in (17)) |
|        | Biandrate Ceva e Biandrate di Saluzzo Inquartato di Biandrate e di Ceva (citato in (17)) |
|        | Biandrate Aldobrandino Inquartato, al 1º e 4º di rosso, al cavaliere d'argento, con la spada sguainata, al 2º e 3º d'azzurro, alla banda contromerlata, accostata da sei stelle di sei raggi, tre per parte, il tutto d'oro alias Inquartato, al 1º di Biandrate, al 2° di Aldobrandino, al 3° di Valperga, al 4° di Roncas Motto: Sola salus (citato in (17)) |
|        | Biasetti (Biella) Di rosso, alla zampa di leone, d'oro, movente dal lembo sinistro dello scudo, impugnante una spada d'argento, posta in palo, con il capo d'azzurro, carico di tre stelle (6), d'oro, poste in fascia (citato in (17)) |
|        | Biasii (Padova) leone rampante di oro ingolante una spada posta in banda punta al basso di nero su azzurro - giglio di oro su azzurro (citato in LEOM) |
|        | Biasini (Sicilia) d'azzurro, alla torre d'argento, aperta e finestrata del campo, cimata da un uccello posato del secondo, sormontato nel capo da una stella d'oro (citato in Mango) |
|        | Biasini (Cesena) (la blasonatura non è stata ancora caricata) (citato in BLCW) Immagine in Blasone Cesenate. |
|        | Biassa (Genova) d'azzurro, alla tigre rampante al naturale (citato in GUCA – pag. 544 e in DAlena) |
|        | Biavati (Lucca) d'azzurro all'aquila col volo abbassato, di nero, caricata d'uno scudetto partito; a destra inchiavato d'oro e d'azzurro; a sinistra troncato sopra d'azzurro alla croce di S. Andrea, cucita di rosso, accantonata da quattro gigli d'oro; sotto d'argento allo scaglione di rosso, accompagnato da tre galli di nero, crestati di rosso Cimiero: gallo di nero, crestato di rosso Motto: Sempre lo stesso (citato in SPRE – Vol. II pag. 79) |
|        | Biavati (Lucca) Partito: nel 1º troncato cuneato d'oro e d'azzurro, alla stella a otto punte del secondo nel primo; nel 2º troncato: a/ d'azzurro, alla croce di sant'Andrea di rosso, accantonata da quattro gigli d'oro, b/ d'argento, allo scaglione di rosso, accompagnato da tre galli di nero, crestati e barbati di rosso, 2.1 (citato in (15)) |
|        | Biazzi (Parma, Modena) d'azzurro al leone d'oro, col capo d'oro caricato dell'aquila di nero, coronata del campo e sostenuto da una fascia in divisa d'argento (citato in SPRE – Vol. II pag. 80) |

### Bib
| Stemma | Casato e blasonatura |
| ------ | --- |
|        | Bibboni (Volterra) D'azzurro, al destrocherio vestito di rosso, tenente nella mano di carnagione un pugnale al naturale (citato in (15)) |
|        | Bibra d'oro, al castoro di rosso, rivoltato e rampante (citato in MONT – pag. 154)                                                       |

### Bic
| Stemma | Casato e blasonatura |
| ------ | --- |
|        | Bicchet o Bicchetta o Bicchetto (Sicilia) d'oro, allo stambecco rampante di nero (citato in Mango) d'oro con una capra di nero sagliente (citato in (29)) Notizie storiche in Famiglie nobili di Sicilia. |
|        | Bicchi (Pisa) Bandato d'oro e d'azzurro, al leone attraversante di rosso alias D'oro, a sei bande d'azzurro, e al leone attraversante di rosso (citato in (15)) |
|        | Bicchi (Belvedere) troncato: nel 1º d'oro, all'aquila di nero, coronata del campo; nel 2º d'azzurro, alla testa di leone d'oro (Immagine nella Raccolta stemmi Trippini (JPG).) alias troncato: nel 1º d'oro, all'aquila di nero; nel 2º di rosso, alla testa di leone d'oro (Immagine nella Raccolta stemmi Trippini (JPG).) |
|        | Bicchielli (Firenze) Di..., al cane rampante di..., collarinato di... (citato in (15)) |
|        | Bicchierai (Toscana) (DE) In blau-grün geteiltem Feld 1 stehendes naturfarbenes Dromedar, aus 1 goldenen Kelch trinkend (citato in (23)) |
|        | Bicchierai (Toscana) (DE) Unter 1 Schildhaupt, darin 1 Adler, 1 Balken, dieser begleitet oben von 2, unten von 1 Kelch (citato in (23)) |
|        | Bicchierai (Firenze) d'argento alla fascia di rosso accompagnata da tre calici d'oro; al capo d'oro caricato di un'aquila coronata di nero (citato in SPRE – Vol. II pag. 80) |
|        | Bicchierai (Firenze) Troncato: nel 1º d'oro, all'aquila di... coronata di...; nel 2º d'azzurro, alla gru d'argento sostenuta dalla sua vigilanza d'oro (citato in (15)) |
|        | Bicchierai (Livorno) D'azzurro, al cammello al naturale fermo sul terreno dello stesso, e in atto di bere ad un calice d'oro poggiante sul terreno stesso (citato in (15)) |
|        | Bicchierai (Montepulciano) D'argento, alla fascia di rosso, accompagnata da tre calici d'oro, 2.1; con il capo d'oro, caricato dell'aquila dal volo spiegato di nero, coronata, rostrata e membrata d'oro (citato in (15)) |
|        | Bicchierai (Pisa) Partito: nel 1º d'argento, al cammello al naturale fermo sul terreno dello stesso, in atto di bere a un calice d'oro posato sul terreno stesso; nel 2º d'oro, a tre sbarre di rosso, e alla banda attraversante d'argento (citato in (15)) |
|        | Bicchieri (Vercelli) Titolo: signori di Burolo, Viverone; consignori di Alice Castello, Azeglio, Casalvolone, Ceretto, Tronzano, Valdengo d'argento, alla fascia di rosso, accompagnata da tre bicchieri di nero (citato in CROL – pag. 20) alias D'argento, alla fascia di rosso, accompagnata da tre bicchieri di vetro, al naturale, i primi due sostenuti dalla pezza, il terzo in punta (citato in (17)) (Immagine nella Raccolta stemmi Trippini (JPG).) alias D'argento, alla fascia accompagnata da tre bicchieri, il tutto di rosso (citato in (17)) alias D'argento, alla fascia accompagnata da tre pezzi di vaio, il tutto di rosso (citato in (17)) |
|        | Bicchieri (Vercelli) fascia di rosso su argento accompagnata da - 3 bicchieri posti 2,1 al naturale di vetro in parte riempiti di vino di rosso su argento (citato in LEOM) |
|        | Bicci (Firenze) D'azzurro, alla banda del campo bordata d'oro e caricata di tre stelle a otto punte dello stesso (citato in (15)) |
|        | Bicci (Pistoia) D'azzurro, alla fascia interzata nel senso della pezza d'oro, di rosso e di verde (citato in (15)) |
|        | Bich (Aosta, Torino, Parigi) Titolo: Barone inquartato: al 1º e 4º d'azzurro al covone d'oro, col capo d'argento, carico a destra di una testa di cane recisa, a sinistra di una torre fondata sulla partizione, il tutto la naturale; al 2º e 3º di rosso, a tre monti d'argento, sormontati da tre gigli d'oro (citato in SPRE – Vol. II pag. 80 e in (17)) |
|        | Bichetto (Sicilia) Becco (citato in DAlena) |
|        | Bichi o Bighi (Torino) Titolo: Barone d'azzurro, alla testa di leone, d'oro, strappata; col capo d'oro, carico di un'aquila coronata, di nero (citato in SPRE – Vol. II pag. 80) |
|        | Bichi (Siena) d'oro alla testa di leone strappata di nero linguata di rosso, al capo cucito d'oro caricato di un'aquila spiegata di nero, coronata del campo (citato in SPRE – Vol. II pag. 81) alias troncato: nel 1º d'oro, all'aquila di nero; nel 2º d'oro alla testa di leone strappata di nero linguata di rosso (Immagine nella Raccolta stemmi Trippini (JPG).) |
|        | Bichi (Siena) d'oro, alla testa strappata di leone al naturale, lampassata di rosso, accompagnata in capo da un'aquila di nero (Immagine nella Raccolta stemmi Trippini (JPG).) |
|        | Bichi d'oro, alla testa strappata di leone di nero, col capo cucito dell'Impero (citato in MONT – pag. 164) |
|        | Bichi (Siena, Pistoia, Firenze) D'oro, alla testa di leone di nero alias D'oro, alla testa di leone di nero; con il capo dell'Impero alias D'oro, alla testa di leone di nero; con il capo d'oro caricato dell'aquila dal volo spiegato di nero, tenente con la zampa destra uno scudetto rotondo del Popolo fiorentino alias Troncato: nel 1º d'oro, all'aquila dal volo spiegato di nero, coronata del campo; nel 2º d'oro, alla testa di leone di nero (citato in (15)) |
|        | Bichi (Roma) Di rosso alla colonna d'argento, col capitello d'oro, attortigliata da una biscia di azzurro coll'uscente dello stesso (citato in Pietramellara, vol. I, pag. 70) alias (la blasonatura non è stata ancora caricata) (immagine in Rust, Bichi (PDF).) |
|        | Bichi Ruspoli Forteguerra Pannilini (Siena) stella (8 raggi) di azzurro su oro - monte a 6 cime di oro su azzurro - oro pieno - testa di leone di nero su oro - aquila di nero su oro in capo - vajo (6file) (citato in LEOM) |
|        | Bichi Ruspoli Forteguerri Pannilini (Siena) partito semitroncato: nel 1º d'oro al monte isolato di sei cime d'azzurro sormontato da una stella di otto raggi dello stesso (Pannilini); nel 2º d'oro alla testa di leone strappata di nero linguata di rosso col capo cucito di oro all'aquila di nero (Bichi); nel 3º partito d'oro e di vaio a sei file (Fortguerri) (citato in SPRE – Vol. II pag. 81) |
|        | Bichieri (Cesena) (la blasonatura non è stata ancora caricata) (citato in BLCW) Immagine in Blasone Cesenate. |
|        | Bicicci (Prato) D'argento, alla banda di rosso caricata di tre rose d'oro; con il capo di santo Stefano (citato in (15)) |
|        | Bicuti (Acqui) Scaccato d'oro e di nero, di quattro fila, con il capo d'oro carico di un'aquila coronata, di nero (citato in (17)) |

### Bid
| Stemma | Casato e blasonatura |
| ------ | --- |
|        | Bidolfi (Firenze) d'azzurro, alla banda di rosso accompagnata in punta da un monte di sei cime di verde (Immagine nella Raccolta stemmi Trippini (JPG).) |
|        | Bidori (Firenze) Troncato: nel 1º di..., al monte di sei cime di...; nel 2º bandato di... e di...; con il filetto di... passato sulla troncatura alias Bandato di... e di...; con il capo di... caricato di un monte di sei cime di...; e al filetto di... passato sul lato inferiore del capo (citato in (15)) |
|        | Bidori (Prato, Firenze) Troncato: nel 1º di..., al monte di tre cime di verde, cimato da un giglio d'oro; nel 2º d'argento, a tre bande di rosso; con il filetto di rosso passato sulla troncatura (citato in (15))                                                                                             |

### Bie
| Stemma | Casato e blasonatura |
| ------ | --- |
|        | Biegeleben (Gries (Bolzano)) Titolo: Barone dell'I. A. d'oro, al giglio doppio di rosso, attraversato da una fascia d'azzurro Cimiero: il giglio dello scudo fra due semivoli al naturale Sostegni: due grifoni d'oro, linguati di rosso, affrontati Motto: Donec vivam certabo (in lettere lapidarie d'oro) (citato in SPRE – Vol. II pag. 82)                                                     |
|        | Biego (Vicenza, Venezia, Firenze, Vigevano) Titolo: Conte di Costa Fabbrica (o Costa Bissara) d'argento, al palo di rosso, accostato da due bisce d'azzurro, ondeggianti in palo ed affrontate Motto: Illesae quiescunt (citato in SPRE – Vol. II pag. 83) |
|        | Biella (Milano) troncato: al 1º d'oro all'aquila di nero, linguata di rosso; al 2º fasciato di rosso e d'argento al castello murato di pietra, al naturale, aperto e finestrato del campo, torricellato di due pezzi, ogni torricella aperta del campo e merlata di due pezzi alla ghibellina Cimiero: quattro penne di struzzo, nera, d'oro, rosso ed argentata (citato in SPRE – Vol. II pag. 83) |

### Bif
| Stemma | Casato e blasonatura |
| ------ | --- |
|        | Biffi (Firenze) D'oro, all'aquila dal volo spiegato di nero, coronata del campo (citato in (15)) |
|        | Biffi (Toscana) (DE) In Gold 1 schwarzer Adler, überhöht von 1 roten Krone (citato in (23)) |
|        | Biffi (Cremona) Titolo: conti interzato in fascia; nel primo d'oro all'aquila di nero; nel secondo d'argento al castello di rosso torricellato di due pezzi e aperto del campo; nel terzo interzato in banda, di verde, d'argento e di ross (citato in BLCR) Immagine in Blasonario Cremonese (archiviato dall'url originale il 7 aprile 2014). |
|        | Biffis (la blasonatura non è stata ancora caricata) (citato in DAlena) |
|        | Biffoli (Toscana) (DE) In Blau 1 silberner Pfahl, beidseitig begleitet von je 1 achtstrahligen silbernen Stern (citato in (23)) |
|        | Biffoli (Toscana) (DE) In Grün 1 roter Schrägbalken, belegt mit 3 goldenen Wellenschräglinksbalken (citato in (23)) |
|        | Biffoli (Toscana) (DE) In Blau 1 goldener Schrägbalken, belegt mit 3 roten Wellenschräglinksbalken (citato in (23)) |
|        | Biffolini (Toscana) (DE) In Grün 1 goldener Schrägbalken, belegt mit 3 roten Wellenschräglinksbalken (citato in (23)) |
|        | Biffoni (Firenze) Di verde, alla banda caricata di un ondato in sbarra d'oro e di rosso alias Di verde, alla banda caricata di un ondato in sbarra d'oro e di rosso, accompagnata nel cantone sinistro del capo da tre rami di ginestra di verde, impugnati e fioriti d'oro (citato in (15))                                                    |
|        | Bifolci d'azzurro, alla pantera rampante al naturale, tenente con la zampa destra una stella (6) d'oro (citato in MONT – pag. 144) |
|        | Bifolci (Cesena) (la blasonatura non è stata ancora caricata) (citato in BLCW) Immagine in Blasone Cesenate. |

### Big
| Stemma | Casato e blasonatura |
| ------ | --- |
|        | Biga (Torino) Titoli: conte di S. Maria di Bioglio; signore di Priola d'argento a tre fasce di nero, colla banda di rosso, attraversante (citato in SPRE – Vol. II pag. 84, in (17) e in (25)) alias Fasciato d'argento e di nero, con la banda di rosso attraversante (citato in (17)) Cimiero: leone d'oro, linguato di rosso, tenente una palma Motto: Pavit patientia palmam (palam) |
|        | Bigagli (Prato) D'oro, al pino al naturale, nodrito sul terreno dello stesso e fruttifero del campo (citato in (15)) |
|        | Bigalli (Firenze) D'azzurro, all'albero di pino sradicato e fruttifero al naturale, accostato al tronco da due galli affrontati di nero, crestati e barbati di rosso, e sormontato da tre stelle a sei punte d'oro ordinate in capo (citato in (15)) (DE) In Blau 1 schwebender naturfarbene Pinie mit roten Früchten, beidseitig begleitet von 2 rotkehligen und rotbekammten einwärtsgekehrten naturfarbenen Hähnen und oben von 3 achtstrahligen goldenen Sternen (citato in (23)) |
|        | Bigazzi (Pisa) D'azzurro, a due uccelli (gazze) al naturale, controascendenti un monte di sei cime d'oro, sormontati da due stelle a otto punte dello stesso ordinate in capo (citato in (15)) |
|        | Bigeschi della Serra (Portoferraio) inquartato: nel 1º d'oro alla fascia d'argento orlata di due cotisse scaccate di due file e di sei pezzi di rosso e d'argento; nel 2º d'azzurro al castello al naturale terrazzato dello stesso, accompagnato in capo da un giglio d'oro; nel 3º troncato: a) d'azzurro al monte di tre cime d'oro, sostenente una croce latina di rosso e due rami di rosa fioriti al naturale, disposti a ventaglio; b) d'oro a tre rami d'ulivo al naturale; nel 4º sbarrato di rosso e d'oro Motto: Fortis et incorruptis (citato in SPRE – Vol. II pag. 84)             |
|        | Bigeschi della Serra (Modigliana, Fiesole) Inquartato: nel 1º d'oro, alla fascia d'argento con il bordo scaccato di due file d'argento e di rosso; nel 2º d'azzurro, alla torre di rosso fondata sul terreno al naturale e sormontata da un giglio d'oro; nel 3º troncato: a/ d'azzurro, al monte di tre cime d'oro cimato da una crocetta di rosso posta in mezzo a due rami di rosaio al naturale fioriti di rosso; b/ d'oro, a tre rametti disposti in ventaglio di verde (oppure tre rami di rosaio al naturale fioriti di rosso, 2.1); nel 4º di rosso, a due sbarre d'oro (citato in (15)) |
|        | Bighin (Chioggia) (la blasonatura non è stata ancora caricata) (citato in Araldica gentilizia (archiviato dall'url originale il 19 marzo 2005).) |
|        | Bigi (Sansepolcro) D'azzurro, a tre stelle a sei punte d'oro, 2.1, sormontate da tre gigli d'oro ordinati tra i quattro pendenti di un lambello di nero (citato in (15)) |
|        | Biglia (Milano) Titolo: signori di Trecate e Sozzago D'oro, a tre bande d'azzurro, accompagnate in capo da una lettera B, del secondo alias Inquartato, al 1° e 4° controinquartato, d'oro all'aquila coronata, di nero, e bandato d'oro e d'azzurro, il tutto sotto un capo d'azzurro carico di due bastoni d'oro, noderosi, decussati, al 2° e 3° di Visconti (citato in (17)) |
|        | Bigliani (Nizza Monferrato) Titolo: Nobile d'argento, a 6 stelle di rosso, 3, 2, 1; col capo dell'impero, sostenuto di rosso, questa fascia carico di 3 stelle d'argento ordinate in fascia Cimiero: il liocorno nascente (citato in SPRE – Vol. II pag. 84) |
|        | Bigliani (Nizza Monferrato, Casale, Chieri) Titolo: conti di Cantoira, Rocchetta Palafea; signori di Cassinasco, Cavatore, Terzo; consignori di Santena D'argento, a sei stelle di rosso, 3, 2, 1, con il capo d'oro, carico di un'aquila di nero, sostenuto d'azzurro, questa fascia carica di tre stelle d'argento, ordinate in fascia (citato in (17)) |
|        | Bigliani (Nizza Monferrato) 3 stelle (5 raggi) di argento su fascia di rosso su troncato di oro e di argento - aquila di nero coronata di oro su oro - 6 stelle (5 raggi) di rosso su argento poste in piramide rovesciata (citato in LEOM) |
|        | Bigliani (Casale) Titolo: conti di Castelgrana; signori di Mottagrana Troncato da una fascia di rosso, carica di tre stelle d'argento, al 1° d'oro, all'aquila di nero, coronata del campo, al 2° d'argento, a sei stelle di rosso, 3, 2, 1 (citato in (17)) |
|        | Biglione (Casale, Torino) Titolo: Conte di Viarigi di oro, al tronco di verde, noderoso, posto in banda. Con l'uso il tronco è diventato una banda di verde (citato in SPRE – Vol. II pag. 85) |
|        | Biglioni o Biglione o Bilione (Astigiano, Monferrato) Titolo: conti di Aramengo, Buttigliera, Terranova, Viarigi; signori di Rocca de' Baldi; consignori di Castelnuovo, Contes, Conzano D'oro, al tronco di verde noderoso, posto in banda alias D'oro, alla banda di verde Motto: Loyautè passe tout (citato in (17)) |
|        | Bigordi (Firenze) D'azzurro, al cavaliere armato al naturale, in arcione a un cavallo corrente dello stesso (citato in (15)) |
|        | Bigurra (Sale Tortonese) Titolo: Nobile scaccato d'oro e d'azzurro, alla banda di rosso carica di tre gigli d'oro (citato in SPRE – Vol. II pag. 85 e in (17)) |
|        | Bigurra (Sale) Titolo: signori di Brignano Curone Scaccato d'oro e d'azzurro, alla banda di rossom carica di tre gigli d'oro (citato in (17)) |

### Bil
| Stemma | Casato e blasonatura |
| ------ | --- |
|        | Bilancini (Pescia) Di..., al destrocherio di..., tenente una bilancia di..., e accompagnato da una spada bassa di..., conficcata nel terreno di... (citato in (15)) |
|        | Bilenchi (Firenze) Inquartato: nel 1º e 4º d'oro pieno; nel 2º e 3º di nero, a tre gemelle in fascia d'argento alias Inquartato decussato d'argento e d'azzurro, il primo quarto caricato di una croce latina di rosso alias Inquartato decussato d'oro e d'azzurro, il primo quarto caricato di un giglio di rosso (citato in (15)) |
|        | Bilenchi (Toscana) (DE) Gold-rot schräggeviert, im oberen Platz 1 blaue Lilie (citato in (23)) |
|        | Bilenchi (Toscana) (DE) Geviert: Die Plätze 1 und 4 ledig gold, in Platz 2 in Schwarz 6 silberne Leisten, Platz 3 15mal schwarz-silber geteilt (citato in (23)) |
|        | Bilenchi o Bilenchi Greci (Toscana) (DE) Gold-blau schräggeviert, im oberen Platz 1 silbernes Kreuz (citato in (23)) |
|        | Biliotti o Biliotti Volpi (Firenze) Troncato d'argento e di rosso, alla volpe passante del secondo nel primo (citato in (15)) alias Troncato d'argento e di rosso, alla volpe passante del secondo nel primo; con il capo della Parte Guelfa (citato in (15)) alias Di rosso pieno; con il capo d'argento caricato della volpe passante di rosso (citato in (15)) (DE) Unter 1 silbernen Schildhaupt, darin 1 schreitender roter Fuchs, ledig rot (citato in (23)) |
|        | Biliotti (Toscana) (DE) Unter 1 silbernen Schildhaupt, darin 1 schreitender roter Fuchs, ledig schwarz (citato in (23)) |
|        | Biliotti (Toscana) (DE) Unter 1 silbernen Schildhaupt, darin 1 schreitender, links mit 1 schwarzen Doppeladler besetzter roter Fuchs, ledig rot (citato in (23)) |
|        | Biliotti (Toscana) (DE) In Gold 1 roter Flügel (citato in (23)) |
|        | Biliotti (Firenze) D'azzurro, alla croce spinata d'oro, accantonata nel 1º e nel 4º da due stelle a otto punte dello stesso (citato in (15)) |
|        | Biliotti (Toscana) (DE) In Gold 1 blaues Zahnkreuz, bewinkelt im linken Obereck von 1 achtstrahligen blauen Stern, im rechten Untereck von 1 liegenden blauen Halbmond (citato in (23)) |
|        | Biliotti o Biliotti da Fiesole (Firenze) Di rosso, alla croce d'azzurro, attraversata nel braccio superiore da una corona radiata d'oro (citato in (15)) (DE) In Rot 1 blaues Kreuz, an der Schildhauptstelle überdeckt von 1 goldenen Krone (citato in (23)) |
|        | Billi (Milano) inquartato: nel 1º e 4º troncato: nel 1º d'azzurro alla croce di S. Andrea di oro; nel 2º inquartato: nel 1º e 4º sbarrato d'azzurro e d'oro, nel 2º e 3º d'oro all'aquila spiegata di nero, coronata del campo; nel 2º e 3º dei Visconti (citato in SPRE – Vol. II pag. 85) |
|        | Billi (Fano, Busto Arsizio, New York) di azzurro a 3 monti di verde 1, 2, su cui poggia una colomba di argento tenente nel becco un ramo di olivo verde, accompagnato in capo da tre stelle d'oro di sei raggi, poste in fascia (citato in SPRE – Vol. II pag. 86) |
|        | Billi (Firenze) Di rosso, a tre sbarre d'oro; con il capo d'azzurro caricato di due bastoni nodosi decussati al naturale alias Di rosso, a tre sbarre d'oro; con il capo d'azzurro caricato di due clave decussate di... (citato in (15)) |
|        | Billi (Firenze) Troncato: nel 1º di..., a due bastoni nodosi decussati al naturale; nel 2º di..., a quattro sbarre di...; con la fascia diminuita di..., passata sulla troncatura (citato in (15)) |
|        | Billi (Pistoia) Troncato d'oro e di verde, al cane rampante dell'uno nell'altro, tenente con la zampa anteriore destra tre chiodi impugnati di nero (citato in (15)) |
|        | Billicaria (Sicilia) d'oro con albero di pegno verde accostata da due grifi neri rampanti (citato in (29)) Notizie storiche in Famiglie nobili di Sicilia. |
|        | Billò d'azzurro alla banda d'oro accostata da sei gigli dello stesso, tre per parte in sbarra (citato in SPRE – Vol. II pag. 557) |
|        | Billò (Siena) D'azzurro, alla banda d'oro accostata da sei gigli dello stesso, 3.3 (citato in (15)) |
|        | Bilotta (Benevento) D'azzurro al serpente d'oro avente una seconda testa all'estremità della coda, attortigliato e passato due volte in croce di S.Andrea, le teste affrontate (citato in DAlena) |
|        | Bilotta (Napoletano) (la blasonatura non è stata ancora caricata) (citato in (22)) |

### Bim
| Stemma | Casato e blasonatura                                                                                         |
| ------ | --- |
|        | Bimbi (Colle) Di..., al monte di tre cime di..., sormontato da una stella a sei punte di... (citato in (15)) |

### Bin
| Stemma | Casato e blasonatura |
| ------ | --- |
|        | Binaldi (Toscana) (DE) Quadriert: In Feld 1 und 4 in Blau 1 goldener Löwe, in Feld 2 und 3 in Rot 1 goldene Muschel (citato in (23)) |
|        | Binazzi (Firenze) Troncato di rosso e d'azzurro, alla fascia attraversante d'oro, caricata di una crocetta di rosso posta in mezzo a due gigli dello stesso (citato in (15)) |
|        | Binciola (Dalmazia) d'argento, a tre bande di nero, al leone d'oro attraversante sul tutto (citato in VVCH) (FR) D'argent, à trois bandes de sable, au lion d'or, brochant sur le tout. Casque couronné. (citato in RIET) |
|        | Binciola (Ragusa/Dubrovnik) d'argento, a tre bande di nero (citato in VVCH) (FR) D'argent, à trois bandes de sable. Casque couronné. (citato in RIET) |
|        | Binda (Lucca) D'azzurro, alla torre al naturale cimata da un arciere alato e rivolto di carnagione, vestito d'argento, saettante dello stesso e bendato di rosso (citato in (15)) |
|        | Bindangoli Agostini o Bindangoli Bini (Assisi) 2 fasce di oro su azzurro - 2 stelle (6 raggi) cometa in palo di argento su azzurro in alto (citato in LEOM) |
|        | Bindangoli Agostini o Bindangoli Bini (Assisi) 2 bande abbassate di oro su azzurro - 2 stelle (8 raggi) di oro cometa in palo dello stesso in alto su azzurro (citato in LEOM) |
|        | Bindi (Firenze) Partito di... e di..., al palo di losanghe coricate e accollate dell'uno nell'altro (citato in (15)) |
|        | Bindi (Firenze) Di rosso, all'albero di verde nodrito su un monte di sei cime d'argento (citato in (15)) (DE) In Rot 1 schwebender silberner Sechsberg, oben besetzt mit 1 naturfarbenen Laubbaum (citato in (23)) alias Di rosso, all'albero di verde nodrito su un monte di sei cime d'oro (citato in (15)) (DE) In Rot 1 schwebender goldener Sechsberg, oben besetzt mit 1 naturfarbenen Laubbaum (citato in (23)) alias Di rosso, all'albero di verde nodrito su un monte di tre cime d'argento (citato in (15)) alias Di rosso, all'albero di verde nodrito su un monte di tre cime d'oro (citato in (15)) alias D'azzurro, all'albero di verde nodrito su un monte di sei cime d'argento (citato in (15)) alias D'azzurro, all'albero di verde nodrito su un monte di sei cime d'oro (citato in (15)) alias D'azzurro, all'albero di verde nodrito su un monte di tre cime d'argento (citato in (15)) alias D'azzurro, all'albero di verde nodrito su un monte di tre cime d'oro (citato in (15)) alias Troncato d'azzurro e di rosso, all'albero attraversante di verde nodrito su un monte di sei cime d'argento; con la campagna d'oro, caricata di una testa di cinghiale al naturale uscente da sinistra (citato in (15)) |
|        | Bindi (Siena) D'argento, alla croce di sant'Andrea d'azzurro, accantonata da quattro rose di rosso (citato in (15)) croce di Sant'Andrea di azzurro accantonata da - 4 rose di rosso su argento (citato in LEOM) |
|        | Bindi (Siena) D'argento, allo scaglione d'azzurro sostenente due uccelli affrontati di... (citato in (15)) |
|        | Bindi (Siena) Di rosso, a cinque foglie d'oro, 3.2.1, e alla banda diminuita attraversante d'argento (citato in (15)) |
|        | Bindi (Toscana) (DE) Unter 1 blauen Schildhaupt, darin 1 vierlätziger roter Turnierkragen, 5mal silber-schwarz geteilt, in den silbernen Plätzen 7 sechsstrahlige silberne? Sterne 3:3:1 gestellt (citato in (23)) |
|        | Bindi (Cesena) (la blasonatura non è stata ancora caricata) (citato in BLCW) Immagine in Blasone Cesenate. |
|        | Bindi Cacciamonaci (Siena) Di..., al palo di vaio accostato da sei crescenti montanti di..., ordinati in palo tre per lato; e al capo di..., caricato di un leone leopardito di... (citato in (15)) |
|        | Bindi Cirnugoglia (Siena) Troncato cuneato di... e di... (citato in (15)) |
|        | ser Bindo della Vecchia (Siena) Partito merlato d'oro e d'azzurro (citato in (15)) |
|        | Bindoccia (Siena) Di rosso, allo scaglione rovesciato d'oro, accompagnato da due crescenti montanti dello stesso, 1.1 (citato in (15)) |
|        | Binelli (Asti) Bandato d'oro e di nero, con il capo d'azzurro, carico d'una stella (8) d'oro, accostata da due colombe d'argento, affrontate Motto: Ex puro corde (citato in (17)) |
|        | Binelli (Vercelli ?) Di rosso, a due gemelli di carnagione, fasciati d'argento e voltati di fronte Motto: In Domine confido (citato in (17)) |
|        | Bini (Firenze, Prato) D'azzurro, allo scaglione d'oro, accompagnato in capo da due rose d'argento e in punta da un monte di sei cime dello stesso (citato in (15)) (DE) In Blau 1 erniedrigter goldener Sparren, begleitet oben von 2 achtstrahligen silbernen Rosen, unten von 1 schwebenden silbernen Sechsberg (citato in (23)) |
|        | Bini (Toscana) (DE) Gold-rot geteilt (citato in (23)) |
|        | Bini Cima (Assisi) 3 fasce abbassate di oro su rosso - 2 putti di carnagione seduti sulla prima fascia e reggenti giglio di oro tra le anteriori su rosso (citato in LEOM) alias 3 fasce abbassate partite di oro e di azzurro su rosso - 2 putti di carnagione di profilo in piedi sulla prima fascia reggenti giglio di oro tra le anteriori su rosso (citato in LEOM) alias 3 fasce abbassate partite di oro e di azzurro su rosso - 2 putti di carnagione di profilo in piedi sulla prima fascia reggenti giglio di oro tra le anteriori su rosso - ramo di verde sull'argento dell'inquartato di argento e di oro (citato in LEOM) |
|        | Bini Smaghi (Città della Pieve, Montepulciano) Inquartato: nel 1º e 4º d'azzurro, allo scaglione d'oro, accompagnato in capo da due rose d'argento e in punta da un monte a sei cime dello stesso; nel 2º e 3º d'argento, al rogo al naturale infiammato di rosso (citato in (15)) |

### Bio
| Stemma | Casato e blasonatura |
| ------ | --- |
|        | Biolato o Piolato o Beolato o Piolatto (Torino) D'azzurro, a tre donnole d'oro alias D'oro, alla fascia di rosso, accompagnata da tre donnole (al naturale?), 2, 1 alias Troncato, (d'argento) alla fascia d'azzurro, al 1° a due ricci, al naturale, accompagnati in capo da un cuore, di rosso, al 2° al riccio al naturale alias D'azzurro, a tre uccelli d'argento, male ordinati alias Troncato d'argento, alla fascia d'azzurro, al 1° a due uccelli d'azzurro, al 2° a un uccello, pure d'azzurro Motto: Nostra tuendo (citato in (17)) |
|        | Biolino (Torino ?) Troncato, al 1° d'oro, all'aquila di nero, rostrata e armata di rosso, al 2° d'argento, vestito di rosso, con la banda d'azzurro, accompagnata da sei stelle dello stesso Motto: Semper prodesse iuvat (citato in (17)) |
|        | Biolley (Aosta) Troncato d'oro e di rosso, allo scaglione accompagnato da tre stelle, il tutto dell'uno nell'altro (citato in (17)) |
|        | Biondelli (Piacenza) guerriero armato di tutte pezze di argento loricato di rosso in maestà poggiante con le 2 mani di carnagione sull'elsa di una spada su oro - stella (6 raggi) di rosso su oro in alto (citato in LEOM) |
|        | Biondi (Parma) partito: al 1º troncato: a) di azzurro al bimbo biondo al naturale in maestà uscente da una fascia d'argento, sulla troncatura; b) di verde pieno; al 2º d'azzurro alle tre spighe di grano dorate; quella di centro coronata all'antica; le spighe legate in basso da un nastro d'oro (citato in SPRE – Vol. II pag. 86) |
|        | Biondi (Firenze, Bibbiena) d'azzurro al capriolo d'oro accompagnato da 3 rose di rosso Cimiero: un grifo nascente d'azzurro linguato di rosso e coronato d'oro, appoggiato a una foglia di sega d'argento (citato in SPRE – Vol. II pag. 87) D'azzurro, allo scaglione d'oro, accompagnato da tre rose di rosso, 2.1 (citato in (15)) |
|        | Biondi (Bibbiena) partito: nel 1º d'azzurro alla banda accompagnata in capo da una stella di otto raggi e in punta da un crescente montante, il tutto di oro; nel 2º scaccato di nero e d'argento, al capo d'oro caricato dell'aquila bicipite spiegata di nero Tenenti: due aquile di nero Motto: Usque ad sidera (citato in SPRE – Vol. II pag. 87) |
|        | Biondi (Firenze) Partito: nel 1º d'azzurro, alla banda accompagnata in capo da una stella a otto punte e in punta da un crescente montante, il tutto d'oro; nel 2º scaccato di nero e d'argento, al capo dell'Impero (citato in (15)) |
|        | Biondi (Firenze) D'azzurro, allo scaglione d'argento, accompagnato da tre rose dello stesso, 2.1 (citato in (15)) |
|        | Biondi (Toscana) D'azzurro, allo scaglione d'oro, accompagnato in punta da una stella a otto punte dello stesso (DE) In Blau 1 erniedrigter goldener Sparren, unten begleitet von 1 achtstrahligen goldenen Stern (citato in (23)) |
|        | Biondi (Firenze) D'azzurro, a tre scaglioni d'oro, accompagnati da tre rose dello stesso, 2.1 alias D'azzurro, alla terza in scaglione d'oro, accompagnata da tre rose dello stesso, 2.1 alias Di..., a due scaglioni di..., accompagnati da tre anelletti di..., 2.1 alias Di..., alla gemella in scaglione di..., accompagnati da tre anelletti di..., 2.1 (citato in (15)) |
|        | Biondi (Pescia) Di..., al cane rampante di..., tenente alla bocca un osso di... (citato in (15)) |
|        | Biondi (Volterra) Troncato: nel 1º d'argento, al vaso biansato d'oro, sostenente cinque rami di rosaio al naturale, fioriti ciascuno di un pezzo di rosso; nel 2º d'azzurro, alla cometa d'oro; e alla fascia di rosso passata sulla troncatura e sostenente il vaso (citato in (15)) |
|        | Biondi (Roma) Partito, nel 1º d'oro alla mezza aquila movente dalla partizione; nel 2º di rosso col capo d'oro caricato di un grifo uscente di nero (citato in Pietramellara, vol. I, pag. 69) alias D'azzurro, al cherubino al naturale, accompagnato in capo da due stelle (6) sormontate da una stella cometa e da un monte di tre cime nascente dalla punta (Immagine in Rust, Biondi (PDF).) |
|        | Biondi e Biondi Bartolini (Pomarance, Volterra) troncato: nel 1º d'argento a un vaso d'oro con 5 rose la naturale; nel 2º d'azzurro alla cometa d'otto raggi d'oro posta in palo; alla fascia di rosso sulla troncatura (citato in SPRE – Vol. II pag. 87) |
|        | Biondi (Cremona) d'azzurro alla spada d'argento, guarnita d'oro, sormontata da una stella di otto raggi dello stesso e fiancheggiata da altre due simili stelle (citato in BLCR) Immagine in Blasonario Cremonese (archiviato dall'url originale il 7 aprile 2014). d'azzurro, alla spada alta d'acciaio, impugnata e guarnita d'oro, accompagnata da tre stelle a otto punte d'oro, una in capo e due ai lati (Immagine nella Raccolta stemmi Trippini (JPG).) |
|        | Biondi (Mantova) busto di donna di carnagione vestita di azzurro uscente dalla punta e crinita di oro sostenente con la testa - una cometa dello stesso ondeggiante in palo tutto su argento (citato in LEOM) |
|        | Biondi (Cesena) (la blasonatura non è stata ancora caricata) (citato in BLCW) Immagine in Blasone Cesenate. |
|        | Biondi Morra (Napoli) troncato: di oro al grifone di nero nascente, e di rosso (citato in SPRE – Vol. II pag. 88) |
|        | Biondini (Firenze) D'azzurro, al destrocherio armato d'argento, impugnante una spada alta in sbarra dello stesso, accompagnato da tre stelle a otto punte d'oro, 2.1 (citato in (15)) |
|        | Biondini (Cesena) (la blasonatura non è stata ancora caricata) (citato in BLCW) Immagine in Blasone Cesenate. |
|        | Biordi (Fiesole) D'oro, a tre pali d'azzurro, e alla fascia attraversante di rosso caricata di tre stelle a sei punte del campo alias D'oro, a tre pali d'azzurro, e alla fascia attraversante di rosso caricata di tre stelle a otto punte del campo alias D'oro, a tre pali d'azzurro, e alla fascia attraversante di rosso caricata di tre stelle a sei punte del campo, con il canton franco d'argento, caricato di un leone di rosso, coronato d'oro alias D'oro, a tre pali d'azzurro, e alla fascia attraversante di rosso caricata di tre stelle a otto punte del campo, con il canton franco d'argento, caricato di un leone di rosso, coronato d'oro (citato in (15)) |
|        | Biordi (Roma) d'oro a tre pali d'azzurro alla fascia in divisa di rosso attraversante, caricata di tre stelle di otto raggi d'oro, al cantone destro d'argento caricato di un leone di rosso coronato d'oro (citato in SPRE – Vol. II pag. 88) |
|        | Biozzi (Toscana) Troncato: nel 1º d'azzurro, alla pecora passante al naturale, sormontata da una cometa ondeggiante in sbarra di...; nel 2º d'oro, a tre quadrati di..., 2.1; e alla fascia di rosso passata sulla troncatura e sostenente la pecora (citato in (15)) |

### Bir
| Stemma | Casato e blasonatura |
| ------ | --- |
|        | Biradelli (Ancona) d'azzurro, a 3 girasoli di verde bottonati d'oro sulla pianura erbosa, volti verso un sole radioso d'oro nel cantone destro del capo (citato in GUCA – pag. 297) |
|        | Biraghi (Milano) d'argento, a tre fasce contromerlate di rosso, ciascuna caricata di quattro foglie di trifoglio d'oro (Immagine nella Raccolta stemmi Trippini (JPG).) |
|        | Birago e Birago Alfieri (originari di Milano, poi in Piemonte e in Francia, Inzago, Milano, Nervi) Titoli: 1) Lombardia - signori di Birago, Badile, Basilio (o Basiglio), Bettola di San Salvatore, Bosco con Torretta, Bubbiano, Casarile, Casirate, Casiglio, Cassina Scaccabarozza, Castellar de' Giorgi, Femegro, Mandrugno, Merlata, Mettone, [Milano], Moirago, Ottobiano, Pioltino, Romano, San Giacomo Zibido, San Pietro Cusico, Siziano, Vigliano [Mettone], Vigonzino, Zavanasco, Zibido. 2) Piemonte: marchesi di Borgomanero (con Cureggio, Maggiate Inferiore e Superiore, Marzalesco), Candia e Carrone, Dronero; conti di Borgaro, Limone, Roaschia, Vische, Viù; baroni di Ottobiano; signori di Altessano, Andrate, Castellar de' Giorgi, Chiomonte, Frascarolo, La Cassa, Orio, Roccavione, S. Giorgio; consignori di Cavoretto, Giaveno, Leynì, Santena, Valle di Chy (con Alice Superiore, Gauna, Issiglio, Lugnacco, Pecco, Rueglio, Vico e Vistrorio), Villarboit. 3) Francia: marchesi d'Apremont; baroni d'Entrames; signori di Isle Dun, Coudrai, Pourpre, S.t Germain, Tervane, Javot, Beaucour, Fontaines, Morlay, Monlue, Gilette. D'argento, a tre fasce di rosso doppiomerlate, ciascuna carica di cinque trifogli d'oro (citato in (17), (27)) 5 trifogli di oro su ognuna delle 3 fasce doppiomerlate di rosso su argento (citato in LEOM) alias Fasciato, doppiomerlato, di rosso e d'argento (citato in (17), (27)) alias Inquartato, al 1° d'argento, a tre anelli di rosso, male ordinati, intrecciati, ciascuno con pietre incastonate e legati, nel contorno, più volte con fili di nero, al 2° d'argento, alla siepe di verde, di arbusti intrecciati e fioriti, nutriti sopra un ristretto di terreno, al naturale, il tutto posto in bande, al 3° fasciato innestato d'argento e d'azzurro, al 4° di porpora, a tre anelli, male ordinati e intrecciati, ciascuno con un anellino infilzato, dagli angoli di intersezione esterni e interni sei punte moventi all'infuori (le tre esterne male ordinate), il tutto d'oro, innestato in punta d'oro, alla rotella di rosso, fiammeggiante di sette pezzi; sul tutto di Birago (citato in (17), (27)) 5 trifogli di oro su ognuna delle 3 fasce doppiomerlate di rosso su scudetto di argento - 3 anelli intrecciati con pietra di rosso su argento - siepe di verde in banda su argento - fasciato innestato di argento e di azzurro - 3 anelli di oro su viola sovrastati da 6 raggi di oro - innestato in punta di oro rotella infiammata (7 pezzi) di rosso (citato in LEOM) alias D'argento, a tre fasce di rosso doppiomerlate, ciascuna carica di cinque gigli d'oro (citato in (17), (27)) alias Inquartato di Birago e Sanmartino (citato in (17), (27)) Motti: Concussus surgo - Deprimit elatos levat Alexandria stratos - Fulget adversis agitata virtus - sine macula |
|        | Birago (Cremona) Titolo: conti del regno d'Italia inquartato: nel primo di verde scaccato d'oro; nel secondo d'argento a tre burelle doppiomerlate di tre merli di rosso, caricate ciascuna di otto trifogli d'oro; nel terzo d'azzurro alla tavola pretoriana montata sul piano erboso di verde; nel quarto di verde alla sbarra d'argento (citato in BLCR) Immagine in Blasonario Cremonese (archiviato dall'url originale il 7 aprile 2014). |
|        | Birardelli (Ancona) D'azzurro a 3 girasoli di verde bottonati d'oro sulla pianura erbosa, volti verso un sole radioso d'oro nel cantone destro del capo (citato in DAlena) |
|        | Birelli (Rapolano) d'argento, alla fascia di nero, accompagnata, in capo, da tre stelle d'oro maleordinate e, in punta, da un monte di sei cime di rosso (Immagine nella Raccolta stemmi Trippini (JPG).) |
|        | Biringucci (Siena) d'azzurro, alla fascia di rosso bordata d'oro, accompagnata da tre cinquefoglie dello stesso, due in capo ed una in punta (citato in GUCA – pag. 124 e in DAlena) D'azzurro, alla fascia di rosso bordata d'oro, accompagnata da tre foglie (o pampini) d'oro, 2.1 (citato in (15)) fascia di rosso bordata di oro accompagnata da - 3 foglie a 5 lobi dello stesso poste 2,1 le 2 superiori in banda e in sbarra tutto su azzurro (citato in LEOM) alias D'azzurro, alla fascia di rosso bordata d'oro, accompagnata da tre foglie (o pampini) d'oro, 2.1; con il capo di Santo Stefano |
|        | Birungucci (Toscana) (DE) In Gold 1 erniedrigter roter Schrägbalken, an Ort- und Fußstelle begleitet von je 1 roten Rose (citato in (23)) |

### Bis
| Stemma | Casato e blasonatura |
| ------ | --- |
|        | Bisagna (Messina) di rosso, a due bande d'oro, caricate ciascuna da un agnello coricato di nero, accompagnate nel cuore da un'ancora d'argento, posta in banda (citato in Mango) di rosso con due bande d'oro accompagnate da un'ancora d'argento (manca la descrizione delle figure che caricano le bande e si trovano tra di esse) (citato in (29)) Notizie storiche in Famiglie nobili di Sicilia. |
|        | Bisagni (Firenze) D'oro, all'albero di olivo al naturale, nodrito su un monte di cinque cime di rosso e sostenuto da due agnelli d'argento controascendenti il monte stesso (citato in (15)) |
|        | Bisante (Catanzaro) Di rosso a tre bisanti d'oro bene ordinati (citato in DAlena e in BLCL) |
|        | Bisarnesi (Firenze) D'oro, alla fascia di rosso, accompagnata da tre teste di leone dello stesso, 2.1; con il capo d'Angiò (citato in (15)) (DE) Unter 1 blauen Schildhaupt, darin 1 vierlätziger roter Turnierkragen mit je 1 goldenen Lilie zwischen den Lätzen (Capo d'Angiò), in Gold 1 roter Balken, begleitet oben von 2, unten von 1 abgerissenen roten Löwenkopf (citato in (23)) |
|        | Bisarnesi (Toscana) (DE) Unter 1 blauen Schildhaupt, darin 1 vierlätziger roter Turnierkragen mit je 1 goldenen Lilie zwischen den Lätzen (Capo d'Angiò), in Gold 1 roter Balken, begleitet oben von 2, unten von 1 roten Rose (citato in (23)) |
|        | Bisarnesi (Firenze) Partito di nero e d'argento, all'aquila dal volo abbassato dell'uno nell'altro, armata e lampassata di rosso (citato in (15)) |
|        | Bisazza (Sicilia) d'azzurro, al leone d'oro, rampante contro un pino del suo colore, movente dalla punta, sormontato da tre stelle del secondo, ordinate nel capo (citato in Mango) |
|        | Bisbal (Sicilia) d'azzurro, alla torre d'oro, merlata e torricellata di un pezzo dello stesso, aperta e finestrata di nero (citato in Mango) |
|        | Bisballo (Napoletano) (la blasonatura non è stata ancora caricata) (citato in (22)) |
|        | Biscaccianti (Cagli) (la blasonatura non è stata ancora caricata) (citato in DAlena) |
|        | Biscaccianti della Fonte (Gubbio) spaccato: nel 1º di azzurro al cefalo di argento in fascia, accompagnato in capo da una stella d'oro;nel 2º di rosso a tre monticelli di 3 cime d'oro male ordinati (citato in SPRE – Vol. II pag. 88 e in DAlena) |
|        | Biscaccianti della Fonte (Gubbio) pesce di argento su fascia di azzurro su troncato di azzurro e di rosso - fontana a 2 getti di argento su azzurro - 3 monti a 3 cime di oro posti 1,2 su rosso (citato in LEOM) |
|        | Biscagli (Pistoia) Partito d'argento e d'azzurro, al leone attraversante d'oro, lampassato di rosso, tenente con le branche anteriori un ramoscello di verde (citato in (15)) |
|        | Biscaglia Titolo: consignori di Dogliani Di rosso, al leone d'oro tenente un ramo di verde, fiorito di rosso (citato in (17)) |
|        | Biscardi (Molise) (la blasonatura non è stata ancora caricata) (citato in DAlena) |
|        | Biscaretti (Torino, Chieri) Titolo: conte di Ruffia; signore di Cervere; consignore di Castelguelfo, Chieri; nobile troncato di azzurro e d'oro, a sei piante di cardo, dell'uno nell'altro, le superiori ordinate in fascia (citato in SPRE – Vol. II pag. 89, in (17) e in (25)) alias spaccato d'azzurro e d'oro a sei piante di cardo dell'uno nell'altro, 3 ordinate in fascia in capo e 3 in punta disposte 2-1 (citato in (25)) 3 piante di cardo di oro poste in fascia su azzurro - 3 piante di cardo di azzurro su oro poste 2,1 (citato in LEOM) alias 3 piante di cardo di oro poste in fascia su azzurro - 3 piante di cardo di azzurro su oro poste 2,1 - bordura di rosso (citato in LEOM) Cimiero: il leone di oro, nascente, tenente un fiore di cardo di azzurro Motto: Non sine virtute |
|        | Bischeri (Firenze) D'oro, a tre gemelle in banda di nero (citato in (15)) |
|        | Bischeri (Toscana) (DE) In Silber 5 goldene Pfähle (citato in (23)) |
|        | Bischeri (Toscana) (DE) Innerhalb 1 goldenen Schildbords in Silber 7 schwarze Schrägbalken (citato in (23)) |
|        | Bischeri (Toscana) (DE) In Gold 4 schwarze Zwillingsschrägbalken (citato in (23)) |
|        | Bischeri (Toscana) (DE) 15mal gold-schwarz schräggeteilt (citato in (23)) |
|        | Bischeri (Toscana) (DE) In Gold 1 erniedrigter blauer Schrägbalken, begleitet oben von 3 2:1 gestellten, unten von 3 achtstrahligen blauen Sternen schrägbalkenweise und überhöht von 1 vierlätzigen roten Turnierkragen (citato in (23)) |
|        | Bischeri (Toscana) (DE) Innerhalb 1 goldenen Schildbords in Blau 1 goldener Schrägbalken (citato in (23)) |
|        | Bischeri del Pererada (Firenze) D'oro, alla banda d'azzurro, accostata da sei stelle a otto punte dello stesso, 3.3, poste nel senso della pezza, il tutto sormontato da un lambello a quattro pendenti di rosso (citato in (15)) |
|        | Bischeri del Peverada (Toscana) (DE) Unter 1 blauen Schildhaupt, darin 1 vierlätziger roter Turnierkragen begleitet von je 1 goldenen Lilie zwischen den Lätzen (Capo d'Angiò), in Gold 1 blauer Schrägbalken, beidseitig begleitet von je 3 2:1 gestellten silbernen Rosen (citato in (23)) |
|        | Bischeri del Peverada (Toscana) (DE) Innerhalb 1 goldenen Schildbords in Silber 1 blauer Schrägbalken, beidseitig der Figur nach begleitet von je 3 achtstrahligen blauen Sternen (citato in (23)) |
|        | Bischini (Pistoia) D'azzurro, al leone di rosso, sormontato da tre stelle a otto punte d'oro, ordinate in capo (citato in (15)) |
|        | Bischoff Widderstein (Fiesole) Partito: nel 1º di rosso, al capro passante d'argento posto sul terreno al naturale; nel 2º d'argento, al vescovo di carnagione, parato di tutto punto e passante sul ponte fondato sulla riviera, il tutto al naturale (citato in (15)) |
|        | Biscia (Roma) di rosso, alla colonna d'argento con base e capitello d'oro, coronata all'antica del medesimo, accollata di una biscia d'azzurro movente verso destra a quattro giri, ingollante un fanciullo di rosso (citato in GUCA – pag. 9, in MONT - pag. 95 e in DAlena) |
|        | Biscia (Napoletano) (la blasonatura non è stata ancora caricata) (citato in (22)) |
|        | Biscioni (Firenze) D'argento, alla fascia diminuita di rosso, caricata di un crescente montante (o volto) del campo, accompagnato in capo da una palla di rosso e in punta da un monte di sei cime d'azzurro (citato in (15)) |
|        | Biscioni delle Ruote (Firenze) D'oro, alla fascia diminuita di rosso, caricata di un crescente montante d'argento, accompagnata in capo da una palla di rosso, e in punta da un monte di sei cime d'azzurro (citato in (15)) |
|        | Biscontio Bisconti di Pistoia (Toscana) (DE) In gold-blau schräggeteiltem Feld 3 schrägrechts nach oben gewendete Halbmonde, der mittlere blau-silber schräggeteilt, die äußeren silbern und je 1 achtstrahliger roter Stern im rechten Obereck und im linken Untereck (citato in (23)) |
|        | Bisdomini (Toscana) (DE) Geviert: Die Plätze 1 und 4 ledig gold, Platz 2 5mal gold-schwarz, Platz 3 7mal schwarz-gold geteilt (citato in (23)) |
|        | Bisdomini (Toscana) (DE) Geviert: Die Plätze 1 und 4 ledig silber, in Platz 2 in Gold 3 schwarze Balken, Platz 3 7mal schwarz-gold geteilt (citato in (23)) |
|        | Bisdomini (Toscana) (DE) Unter 1 roten Schildhaupt, darin 1 silberne Bischofsmütze, 2mal gespalten: Der vordere Platz gold-schwarz geviert, Platz 2 silber-schwarz geteilt, und überdeckt mit 1 silbernen Balken, dieser belegt mit 1 schwarzen Leiste (Bischofsstola?), im mittleren Platz in Rot 1 linksgewendeter silberner Bischofsstab und im hinteren Platz in Blau 1 silberner Löwe (citato in (23)) |
|        | Biselli (Finale Emilia) busto di uomo barbuto al naturale vestito di rosso in maestà su azzurro (citato in LEOM) |
|        | Bisi (Firenze) Di..., al massacro di cervo di... (citato in (15)) |
|        | Bisignani o Bisignano (Messina) Titolo: conte di Villamena d'azzurro, al teschio umano di oro, cimato dalla croce del calvario dello stesso (citato in SPRE – Vol. II pag. 89) d'azzurro, alla testa di morto d'oro, cimata dalla croce del calvario dello stesso. Corona di conte (citato in Mango e in (29)) d'azzurro con una testa di morto d'oro cimata da croce dello stesso. Corona di conte (citato in (29)) Notizie storiche in Famiglie nobili di Sicilia. |
|        | Bisignano o Bisignani (Messina) croce latina su teschio umano su libro aperto tutto di oro su azzurro (citato in LEOM) |
|        | Bisleti (Veroli) inquartato: nel 1º di rosso a 3 fenici di nero volanti, accompagnate nel cantone sinistro del capo da un sole uscente d'oro; nel 2º d'azzurro a 3 tronchi d'albero nodosi posti in sbarra; nel 3º di rosso alla staffa d'argento; nel 4º d'azzurro al cavallo gaio d'argento. In cuore all'inquartato: un giglio d'argento (citato in GUCA – pag. 565 e in DAlena) |
|        | Bisleti (Roma, Veroli) inquartato: nel 1º di rosso a 3 fenici di nero volanti verso il sole radioso d'oro posto nel canto sinistro del capo; nel 2º d'azzurro a 3 tronchi nodosi d'albero d'oro, posti in isbarra; nel 3º di rosso alla staffa da sella di nero; nel 4º d'azzurro al cavallo d'argento accompagnato da un giglio dello stesso Cimiero: un semivolo d'argento (citato in SPRE – Vol. II pag. 89) |
|        | Bisleti (Roma, Veroli) giglio di oro su scudetto di rosso bordato di oro su - 3 fenici di argento in volo verso sole uscente dal cantone destro in alto di oro su azzurro - 3 bastoni noderosi al naturale posti in banda su rosso - staffa di oro su rosso - cavallo rampante di argento su azzurro (citato in LEOM) |
|        | Bisogni (Napoli) Titolo: marchese di Nisida e Castiglione, nobile dei marchesi troncato: nel 1º di azzurro alla spada d'argento in palo abbassata ed accompagnata in capo da due stelle d'oro, ed in punta da due colombe al naturale, affrontate e ferme sulla vetta di due monti di tre colli ciascuno al naturale e moventi dalla partizione; al 2º fasciato di rosso e d'oro (citato in SPRE – Vol. II pag. 90 e in (18)) |
|        | Bisogni (Monteleone) spada punta in basso di argento su azzurro - 2 colombe soranti affrontate su 2 monti a 3 cime di argento uscenti dalla troncatura su azzurro - 2 stelle (5 raggi) di oro in alto su azzurro - fasciato di rosso e di oro - palo di argento su partito - leone rampante rivolto troncato di oro e di azzurro su monte a 3 cime di verde uscente dalla punta su troncato di azzurro e di oro - 2 cornucopie di oro su rosso - civetta di argento su rosso in capo (citato in SPRE – Supp. 1) |
|        | Bisogni o Fisogni (Napoli) spada punta in basso di argento su azzurro - 2 colombe soranti affrontate su 2 monti a 3 cime di argento uscenti dalla troncatura su azzurro - 2 stelle (5 raggi) di oro in alto su azzurro - fasciato di rosso e di oro - palo di argento su partito - leone rampante rivolto troncato di oro e di azzurro su monte a 3 cime di verde uscente dalla punta su troncato di azzurro e di oro - 2 cornucopie di oro su rosso - civetta di argento su rosso in capo (citato in LEOM) |
|        | Bisogno (Sicilia) d'azzurro, a due fasce cucite di rosso, accompagnate da due monti a tre cime al naturale, quello del capo sormontato da due colombe volanti d'argento, e quello della punta da due stelle d'oro (citato in Mango) |
|        | Bisoni (Firenze) D'azzurro, alla fascia diminuita di rosso, caricata di un giglio d'oro, accompagnata superiormente da tre stelle a otto punte d'oro ordinate in capo, e inferiormente da un sole dello stesso (citato in (15)) |
|        | Bisoni (Cesena) (la blasonatura non è stata ancora caricata) (citato in BLCW) Immagine in Blasone Cesenate. |
|        | Bissari (Vicenza) D'argento, caricata di uno scudo fasciato di rosso e d'argento, accostato da due biscie di nero affrontate in palo alias D'argento, a due fascie di rosso, a due biscie affrontate di nero poste in palo attraversanti sul tutto. Cimiero: Un angelo al naturale vestito d'oro, nascente da un calice. alias Fasciato d'argento e di rosso, a due bisce affrontate di nero, poste in palo, attraversanti sul tutto. Cimiero: un angelo al naturale nascente vestito d'oro (citato in (44), p. 30) alias Biscia (citato in DAlena) |
|        | Bissi (Piacenza) albero al naturale su terrazzo di verde legato da nastro di rosso su azzurro - 3 stelle (8 raggi) di oro poste ni fascia in alto su azzurro (citato in LEOM) |
|        | Bissi (Piacenza) 3 fasce ondate di azzurro su oro - tronco di rosso accollato da serpe di oro su argento in capo (citato in LEOM) |
|        | Bisso (Palermo) d'azzurro, al leone d'oro coronato dello stesso, tenente con la zampa anteriore destra una spada di argento posta in sbarra e poggiata l'altra sopra una ruota d'oro (citato in Mango e in (29)) Notizie storiche in Famiglie nobili di Sicilia. |
|        | Bistorti o Bistorto (Rivoli) Titolo: conti di Borgoratto D'azzurro, a due scaglioni d'argento, ondati, accompagnati da tre stelle d'oro Motto: Nec contorta desit (citato in (17)) |
|        | Bistradei di verde, al mastio di fortezza d'argento, merlato e torricellato di tre pezzi, piantato nell'acqua dello stesso (citato in MONT – pag. 148) |

### Bit
| Stemma | Casato e blasonatura |
| ------ | --- |
|        | Bitini o Bitino (Marsala) Titolo: marchese d'oro, alla pianta di vite di verde (citato in SPRE – Vol. II pag. 90) d'oro, all'alberto di vite di verde. Corona di marchese. (citato in Mango e in (29)) Notizie storiche in Famiglie nobili di Sicilia. |
|        | Bitossi (Firenze) D'azzurro, all'albero al naturale nodrito su un monte di sei cime d'oro, e accostato al tronco da due delfini contronatanti d'argento (citato in (15)) (DE) In Blau 1 schwebender grüner Sechsberg, oben besetzt mit 1 naturfarbenen Laubbaum und beidseitig begleitet von 2 einwärtsgekehrten silbernen Delphinen in der Herzreihe (citato in (23)) |
|        | Bitteni o Bitteni del Nicchio (Toscana) (DE) In Blau 1 verkürzter, oben endgespitzter goldener Gegenzinnenpfahl, oben begleitet von 3 1:2 gestellten achtstrahligen goldenen Sternen (citato in (23)) |
|        | Bittheuser (Firenze) D'azzurro, al cavallo allegro d'argento (citato in (15)) |
|        | Bitti (Cesena) (la blasonatura non è stata ancora caricata) (citato in BLCW) Immagine in Blasone Cesenate. |

### Biu
| Stemma | Casato e blasonatura |
| ------ | --- |
|        | Biumi (Milano) d'argento, al castello di rosso torricellato di tre pezzi, merlato alla ghibellina, aperto e finestrato del campo; col capo d'oro all'aquila di nero (citato in SPRE – Vol. II pag. 90) |
|        | Biumi (Milano) castello di oro (3 torri) merlato alla guelfa su rosso - aquila di nero su oro in capo (citato in LEOM)                                                                                 |
|        | Biumo (la blasonatura non è stata ancora caricata) (citato in DAlena) |
|        | Biuzzi (Firenze) D'azzurro, alla torre d'argento, fondata tra due case dello stesso, tegolate di rosso (citato in (15))                                                                                |
|        | Biuzzi (Firenze) Di..., alla croce di... caricata di quattro ferri di cavallo rovesciati di..., ordinati uno per braccio, e alla banda diminuita attraversante di... (citato in (15))                  |

### Biv
| Stemma | Casato e blasonatura |
| ------ | --- |
|        | Bivagna o Biagna o Biguagna o Imbeagna (Sicilia) di rosso, a tre caprioli d'oro, col capo del medesimo, a tre rose del primo (citato in Mango)              |
|        | Bivignano (Arezzo) Titolo: Conti D'oro, al leone sormontato da tre gigli ordinati tra i quattro pendenti di un lambello, il tutto di rosso (citato in (15)) |

### Biz
| Stemma | Casato e blasonatura |
| ------ | --- |
|        | Bizozero (la blasonatura non è stata ancora caricata) (citato in DAlena) |
|        | Bizzarri (Roma) d'azzurro alla fascia di rosso accompagnata in capo da una cometa fra due stelle d'oro; in punta da una fenice sulla sua immortalità con la testa rivolta verso un sole d'oro uscente dal lato sinistro (citato in SPRE – Vol. II pag. 90) fascia di rosso su azzurro - 2 stelle (6 raggi) cometa in palo di argento in alto su azzurro - fenice al naturale sulla sua immortalità di rosso uscente dalla punta mirante sole raggiante di oro uscente da sinistra su azzurro (citato in LEOM) |
|        | Bizzarri (Pisa) Di rosso, alla fascia diminuita d'oro ingolata da due teste di cinghiale di nero uscenti dai fianchi dello scudo, e caricata di una freccia dello stesso; il tutto accompagnato da due stelle a otto punte d'oro, 1.1 (citato in (15)) |
|        | Bizzarri (Siena) D'azzurro, all'albero di verde nodrito su un monte di tre cime d'oro e sostenuto da due porci al naturale (citato in (15)) |
|        | Bizzarrini (Radicondoli) troncato: nel 1º d'azzurro alla stella di 6 raggi d'oro; nel 2º scaccato d'argento e di nero (citato in SPRE – Vol. II pag. 91) |
|        | Bizzarrini (Firenze) Troncato: nel 1º partito d'azzurro e d'oro, alla stella a otto punte dell'uno nell'altro; nel 2º scaccato di nero e d'argento (citato in (15)) |
|        | Bizzarrini (Siena) Scaccato d'argento e di nero, al capo d'azzurro caricato di una stella a sei punte d'oro (citato in (15)) |
|        | Bizzeri (Firenze) D'azzurro, al cane rampante d'argento, collarinato di... (citato in (15)) |
|        | Bizzeri (Firenze) Di rosso, al cane rampante troncato d'argento e di nero, accollato da un corno da caccia di nero legato di rosso al collare (citato in (15)) |
|        | Bizzini (Firenze) Troncato d'azzurro e d'argento, a tre stelle a otto punte, 2.1, dell'uno nell'altro (citato in (15)) (DE) In blau-silber geteiltem Feld 3 2:1 gestellte achtstrahlige Sterne in verwechselten Tinkturen (citato in (23)) alias Troncato d'argento e d'azzurro, a tre stelle a otto punte, 2.1, dell'uno nell'altro (citato in (15)) (DE) In silber-blau geteiltem Feld 3 2:1 gestellte achtstrahlige Sterne in verwechselten Tinkturen (citato in (23)) |
|        | Bizzini (Toscana) (DE) In Blau 1 erniedrigter roter Sparren, begleitet oben von 2 achtstrahligen roten Sternen, unten von 1 schwebenden roten Sechsberg (citato in (23)) |
|        | Bizzochi (Prato) D'azzurro, al leone d'argento, tenente in palo una scure dello stesso, manicata d'oro alias D'azzurro, al leone d'argento, tenente in palo una scure dello stesso, manicata al naturale alias D'azzurro, al leone d'argento, tenente in sbarra una scure dello stesso, manicata d'oro alias D'azzurro, al leone d'argento, tenente in sbarra una scure dello stesso, manicata al naturale alias D'azzurro, al leone d'argento, tenente in palo una scure dello stesso, manicata d'oro; con il capo di Santo Stefano alias D'azzurro, al leone d'argento, tenente in palo una scure dello stesso, manicata al naturale; con il capo di Santo Stefano alias D'azzurro, al leone d'argento, tenente in sbarra una scure dello stesso, manicata d'oro; con il capo di Santo Stefano alias D'azzurro, al leone d'argento, tenente in sbarra una scure dello stesso, manicata al naturale; con il capo di Santo Stefano (citato in (15)) |
|        | Bizzozero (Milano, Bizzozero) d'azzurro al castello d'oro, ciascuna torre sostenente una cicogna al naturale, quella a destra rivoltata (citato in SPRE – Vol. II pag. 91) |

### Bla
| Stemma | Casato e blasonatura |
| ------ | --- |
|        | Blacas o Blacasio (Nizzardo) Titolo: consignori di Castelnuovo, Eza, Merindol, Sauze D'argento, alla cometa di rosso posta in palo Motto: Vaillance de blacas (citato in (17)) |
|        | Blanc (Roma) Titolo: barone d'azzurro, all'aquila al naturale, sorante, rostrata e membrata di rosso, movente dalla campagna di argento e fissante una stella dello stesso, posta nel cantone destro del capo (citato in SPRE – Vol. II pag. 91) alias D'azzurro, all'aquila di nero, sorante, rostrata e membrata d'oro, movente dalla campagna d'argento e fissante una stella dello stesso, posta nel cantone destro del capo (citato in (17)) aquila sorante di nero mirante stella (5 raggi) di argento su azzurro - campagna di argento (citato in LEOM) Motto: Savoye est ma voye |
|        | Blancardi (Torino) Titolo: conti di Briga, Cigala; baroni di Ternavasio, Turbia; signori di Peglia; consignori di Briga, Solbrito Troncato, d'argento al leone di nero, e d'oro a tre cardi di verde, uno accanto all'altro Motto: Et robur et pietas (citato in (17)) |
|        | Blanch (Molise) D'azzurro a 9 stelle d'oro, disposte in quattro file e cioè tre nella prima e seconda, due nella terza, una nella quarta (citato in DAlena) |
|        | Blanchetti (Torino, Cuorgné) Titolo: Nobile d'azzurro, alla fascia formata da tre rombi e due mezzi d'argento (citato in SPRE – Vol. II pag. 92) D'azzurro, alla fascia di tre losanghe e due mezze, d'argento (citato in (17)) |
|        | Blanchetus (la blasonatura non è stata ancora caricata) (citato in UNFE) Immagine nella Biblioteca Estense Universitaria (id. 5336), su bibliotecaestense.beniculturali.it. URL consultato il 10 dicembre 2020 (archiviato dall'url originale il 4 marzo 2016). |
|        | Blanchi (Reggio Emilia) Titolo: Conte di Roascio, consignori di Ceva troncato: al 1º d'azzurro, alla stella d'argento; al 2º d'oro, all'ermellino al naturale, passante Motto: Potius mori quam foedari (citato in SPRE – Vol. II pag. 92 e in (17)) |
|        | Blanchi o Blanqui (Nizzardo) Titolo: signori di Ayglun D'azzurro, alla banda d'oro sostenente una colomba d'argento Motto: In candore virtus pura (citato in (17)) |
|        | Blanchi o Bianco (Peglia) Di verde, alla banda d'argento Motto: In candore virtus pura (citato in (17)) |
|        | Blanchi (Cesena) (la blasonatura non è stata ancora caricata) (citato in BLCW) Immagine in Blasone Cesenate. |
|        | Blanchis de Velate (la blasonatura non è stata ancora caricata) (citato in DAlena) |
|        | Blanciardi o Blanchiardi (Torino) D'argento, al cardo di verde, sostenente un cardellino, al naturale (citato in (17)) |
|        | Blanco (Napoli) Titolo: nobili di azzurro a nove stelle di oro disposte 3, 3, 3 (citato in SPRE – Vol. II pag. 92, in (18), in (20) e in (22)) Notizie storiche in Nobili napoletani. |
|        | Blandrati di rosso, al cavaliere armato, tenente nella destra una spada posta in banda, nella sinistra lo scudo, col cavallo corrente, sellato e imbrigliato, il tutto d'argento (citato in MONT – pag. 100) |
|        | Blasco o Blaschi o De Blaschis (Sicilia) d'azzurro, al leone d'oro, la testa rivolta, guardante una stella dello stesso posta al secondo cantone (citato in Mango) d'azzurro con un leone d'oro che mira una stella d'oro posta nel lato sinistro del capo (citato in (29)) Notizie storiche in Famiglie nobili di Sicilia. |
|        | Blasi (Osimo) di azzurro al pino di verde posto sopra un monte di tre cime dello stesso, accompagnato in capo da una cometa ondeggiante in palo, accostata da 2 aquiloni fra nuvole di argento soffianti verso il pino Motto: Ex bello pax (citato in SPRE – Vol. II pag. 93) |
|        | Blasi o Di Blasi (Sicilia) Titolo: barone di Diesi, Sparacia, Torre, Salina, Aquila; marchese di Blasi d'azzurro, con una fascia accompagnata in capo da una cometa ondeggiante in palo, ed in punta da due stelle, il tutto d'oro. Corona di marchese. (citato in (29)) Notizie storiche in Famiglie nobili di Sicilia. |
|        | Blasi Foglietti Savini (Macerata) partito semi-troncato: nel 1º di azzurro al pino di verde posto sopra un monte di tre cime dello stesso, accompagnato in capo da una cometa d'oro ondeggiante in palo, accostato da due aquiloni fra nuvole di argento e soffianti verso il pino (Blasi); nel 2º: a) d'oro allo stelo fogliato di sei pezzi disposti in due trifogli, col capo di nero (Foglietti); b) di rosso al monte di tre cime accompagnato in capo da una stella, il tutto di argento (Savini) Motto: Ex bello pax (citato in SPRE – Vol. II pag. 94) |
|        | Blasini Bagal (Livorno) D'argento, alla fascia diminuita di nero, accompagnata in capo da una crocetta patente d'azzurro accostata da due crocette di nero, e in punta da due torri affiancate al naturale alias D'argento, alla fascia diminuita di nero, accompagnata in capo da una crocetta patente d'azzurro accostata da due crocette di nero, e in punta da due torri affiancate d'oro alias D'argento, alla fascia diminuita di nero, accompagnata in capo da una crocetta patente di nero accostata da due crocette di nero, e in punta da due torri affiancate al naturale alias D'argento, alla fascia diminuita di nero, accompagnata in capo da una crocetta patente di nero accostata da due crocette di nero, e in punta da due torri affiancate d'oro (citato in (15)) |
|        | Blasio (Tropea) d'azzurro al libro aperto bordato d'oro e caricato dalla leggenda BLA/SI/US a destra e FA/CI/TO a sinistra di nero ed accompagnato in capo da una cometa d'oro in fascia (citato in BLCL) Immagine in Tropea Magazine. |
|        | Blaulus (Francia) D'azzurro al capriolo rotto d'oro accompagnato da 3 stelle d'argento di 5 raggi (citato in DAlena) |
|        | Blavet (Nizza) Titolo: conti di Pietrafuoco; consignori di Briga D'argento, a tre losanghe di rosso (citato in (17)) |
|        | Blavet di Briga (Torino, Roma) Titolo: Nobile con il predicato di Briga d'argento, a tre rombi, di rosso (citato in SPRE – Vol. II pag. 95 e in (17)) |

### Ble
| Stemma | Casato e blasonatura |
| ------ | --- |
|        | Blengini o Blangini (Nizza) Titolo: consignori di Torricella e del marchesato di Ceva D'azzurro, alla fascia d'argento sormontata da una stella d'oro alias Troncato d'azzurro e d'oro, alla fascia di rosso passante sul tutto, sostenuta di nero, l'azzurro caricato da una stella d'oro Motto: Nil nisi quod liceat (citato in (17)) |
|        | Blesi (Acqui) D'argento, al bastone di verde, noderoso, posto in banda alias D'oro, al bastone di verde, noderoso, posto in sbarra alias D'oro, alla banda doppiomerlata, di nero Motto: Nobilitas viget et antiquitas (citato in (17))                                                                                                 |
|        | Blesi (Acqui) Titolo: conti di Castelrocchero D'argento, al bastone di verde, noderoso, posto in banda (citato in (17)) |

### Bli
| Stemma | Casato e blasonatura                                                                                           |
| ------ | --- |
|        | Blioul (Francia) (la blasonatura non è stata ancora caricata) (Immagine nella Raccolta stemmi Trippini (JPG).) |

### Blu
| Stemma | Casato e blasonatura |
| ------ | --- |
|        | Bludo (Sicilia) d'argento con tre fasce di rosso ed un leone d'oro broccante sul tutto, al capo cucito d'oro caricato da sei uccelli neri. (citato in (29)) Notizie storiche in Famiglie nobili di Sicilia. |
|        | Blumenstihl (Roma) 3 gigli di giardino di oro uscenti dalla punta a ventaglio su partito di azzurro e di rosso (citato in LEOM) |
|        | Blundo o Biundo (Palermo) Titolo: barone di Giubino, Garesini d'azzurro, al ponte d'argento murato di nero, posto sopra onde marine del secondo, sostenente due donne al naturale strette per le mani (citato in SPRE – Vol. II pag. 95) d'azzurro con un ponte d'argento sopra onde marine, sormontato da due donne al naturale strette per le mani. Corona di barone (citato in (29)) Notizie storiche in Famiglie nobili di Sicilia. |